# République romaine (1849)
Vous lisez un « article de qualité » labellisé en 2012.
Pour les articles homonymes, voir République romaine (homonymie).
9 février 1849 – 4 juillet 1849
Entités précédentes :
- États pontificaux

Entités suivantes :
- États pontificaux

La République romaine (en italien : Repubblica Romana) est instaurée en 1849 dans les États pontificaux après la fuite du pape Pie IX, en raison de l'activité insurrectionnelle des libéraux romains. Elle est gouvernée par un triumvirat composé de Carlo Armellini, Giuseppe Mazzini et Aurelio Saffi.
La péninsule italienne, alors divisée en de multiples États, est traversée par un embrasement général au cours du printemps des peuples de 1848. Tous les États se voient obligés de concéder une constitution tandis que Milan et Venise, les principales villes du royaume de Lombardie-Vénétie, se rebellent contre l'empire d'Autriche. Le royaume de Sardaigne se porte à leur secours, ce qui donne lieu à la première guerre d'indépendance italienne. Celle-ci entraîne le grand-duché de Toscane, les États pontificaux et le royaume des Deux-Siciles mais ces derniers renoncent rapidement aux réformes, provoquant une large contestation de leurs éléments les plus libéraux. Cette contestation, alors que se poursuit la guerre austro-sarde bientôt en défaveur des Sardes, prend, à Rome, une tournure révolutionnaire. Le Premier ministre Pellegrino Rossi est assassiné, le pape s'enfuit à Gaète sous la protection de Ferdinand II des Deux-Siciles et la République romaine est instaurée.
Cette nouvelle République romaine ne dure que cinq mois, du 9 février 1849 au 4 juillet 1849, et prend fin après une expédition française votée par l'Assemblée nationale française et avec le soutien de Louis-Napoléon, alors président de la Deuxième République française. Cet épisode est connu, en France, sous le nom d'« expédition de Rome ». La République romaine, cernée de toutes parts, doit s'opposer aux Espagnols, aux Napolitains et à l'Autriche qui, forte de sa victoire sur les Sardes, envahit la République romaine. Après de violents combats qui durent un mois, le pape est rétabli dans ses prérogatives par la France.
L’ambiguïté, pour la France, naît de ce que l'intervention est votée par l'assemblée d'une république contre une autre république, alors que toutes deux sont issues du mouvement libéral et démocrate du printemps des peuples, et de ce que certains membres de la gauche votent l'expédition afin de défendre une république sœur contre une intervention autrichienne alors que la droite vote l'organisation de la mort de la République romaine. L'opération est accompagnée par un ministre des Affaires étrangères, Alexis de Tocqueville, hostile au pouvoir temporel du pape.
La République amplifie les deux mythes du Risorgimento italien qui ont déjà une vision nationale, Giuseppe Mazzini et Giuseppe Garibaldi, personnages centraux de la République, le premier sur le plan politique, le second sur le plan militaire. Elle les fait connaître en dehors de la péninsule, notamment auprès d'intellectuels français comme George Sand et Victor Hugo.

## La situation en Europe

### L'investiture de Pie IX
Après la mort de Grégoire XVI, qui s'est montré un pape conservateur, Pie IX est intronisé le 21 juin 1846 et prend rapidement des mesures jugées libérales. Le 16 juillet 1846, il décrète une amnistie générale pour les détenus et les exilés politiques et fait préparer une constitution qui est concédée le 14 mars 1848. C'est le « Statut fondamental pour le gouvernement temporel des États de l'Église (en) » (Statuto fondamentale pel Governo temporale degli Stati di Santa Chiesa) qui institue deux Chambres Alto Consilio et Consiglio dei Deputati. C'est l'époque des réformes politiques : il crée le Conseil d'État (Consulta di Stato), concède une plus grande liberté de la presse, établit une commission laïque chargée de la censure, un conseil consultatif composé de laïcs dont le rôle est de lui transmettre les désirs de la population et, auprès de lui, un conseil de cabinet puis une garde civique. Il crée également un certain nombre de commissions auxquelles participent des laïcs, afin de réviser les lois,.
Ces mesures, qui ont une répercussion immense dans le monde catholique, incitent les libéraux italiens à croire en ses initiatives. Depuis son exil en Uruguay, Giuseppe Garibaldi, qui est toujours resté en contact avec les patriotes italiens, apprend les bouleversements qui ont lieu en Italie, notamment l'investiture de ce pape « libéral », et décide de rentrer en Italie. Giuseppe Mazzini, lui aussi exilé à Londres, demande au pape, le 8 septembre 1847, de prendre la tête d'un mouvement pour l'unité de l'Italie ; celui-ci ne lui répond pas :
| Beatissimo Padre, adoro Dio e un’idea che mi pare di Dio: l’Italia una, angelo di unità morale e di civiltà progressiva per le nazioni d’Europa. Non v’è uomo, non dirò in Italia, ma in Europa, che sia più potente di voi. Voi dunque avete immensi doveri. Per opera del tempo e affrettate dai vostri predecessori e dall’alta gerarchia della Chiesa, le credenze sono morte. Il cattolicesimo si è perduto nel dispotismo, il protestantesimo si perde nell’anarchia. Guardatevi intorno, troverete superstiziosi e ipocriti; non credenti. Vi chiamo, dopo tanti secoli di dubbio e di corruttela, ad essere apostolo dell’eterno Vero. Siate credente. Aborrite dall’essere re, politico, uomo di Stato. Unificate l’Italia, la patria vostra. | Très Saint Père, j'adore Dieu et une idée qui me paraît de Dieu : l'Italie une, ange d'unité morale et de civilisation progressive pour les nations d'Europe. Il n'est pas un homme, je ne dirai en Italie, mais en Europe, qui soit plus puissant que vous. Vous avez donc d'énormes responsabilités. Par l’œuvre du temps qui passe et pressées par vos prédécesseurs et par la haute hiérarchie de l'Église, les croyances sont mortes. Le catholicisme s'est perdu dans le despotisme, le protestantisme se perd dans l'anarchie. Regardez autour de vous, vous trouverez des superstitieux et des hypocrites, pas des croyants. J'en appelle à vous, après tant de siècles de doute et de corruption, afin d'être l'apôtre de la vérité éternelle. Soyez croyant. Abhorrez d'être roi, homme politique, homme d'État. Unifiez l'Italie, votre patrie. |

Le mouvement national italien se trouve catalysé par les réformes et l'attitude libérale de Pie IX engagé dans un quiproquo grandissant. Ces mesures destinées à améliorer les conditions matérielles et morales de ses États sont interprétées comme un manifeste libéral et nationaliste, il s'en explique dans l'allocution Quibus quantisque prononcée devant le consistoire secret, le 20 avril 1849, à Gaète. François Guizot, ministre français des Affaires étrangères jusqu'en février 1848, reproche au gouvernement romain d'avoir entretenu l'espoir.

### Rome et les États pontificaux

Légations et délégations.

Administrativement, les États pontificaux sont subdivisés en légations et délégations sous le contrôle de Rome. La capitale, bien que bénéficiant d'un grand prestige dans le monde occidental, est une ville aux dimensions modestes : le nombre d'habitants avoisine les 180 000 alors que Naples en a le double, Paris approche le million et Londres les 3 millions. Six mille ecclésiastiques y vivent soit un pour 30 habitants.
Les paroisses exercent une fonction de contrôle moral et administratif. Les grandes familles possèdent la plus grande partie des terres qui n'appartiennent pas à l'Église. Les artisans et les travailleurs manuels sont dépendants de l'Église et des nobles. Dans tous les États pré-unitaires, 80 % de la population vit à la campagne, la mortalité infantile atteint les 25 % pour les enfants de moins d'un an et l'espérance de vie dépasse à peine 30 ans.

### Les mouvements révolutionnaires

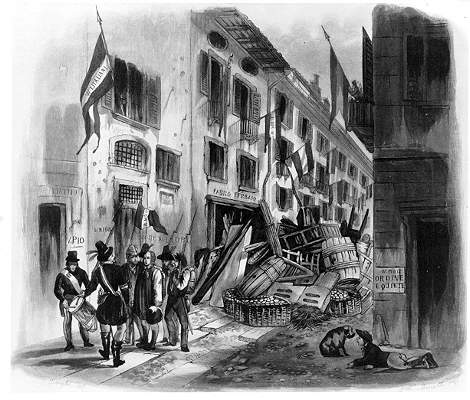
Les cinq journées de Milan.

Dès début janvier 1848, les tensions sociales et politiques se développent dans les villes de la péninsule italienne, des manifestations en faveur du pape et des réformes ont lieu. Le 3 janvier, Milan, qui appartient alors au royaume de Lombardie-Vénétie sous gouvernance autrichienne, connaît des combats qui opposent les patriotes aux troupes autrichiennes : il y a 5 morts et 50 blessés. Le 12 janvier, l'insurrection éclate à Palerme contre les Bourbons du royaume des Deux-Siciles et s'étend, le 27 janvier, à Naples, contraignant, Ferdinand II à promettre, deux jours plus tard, une constitution promulguée le 11 février. Le même jour, Léopold II de Toscane, cousin de l'empereur Ferdinand Ier d'Autriche, concède une constitution approuvée par la plus grande partie de ses sujets.
Les événements s'enchaînent : du 22 au 24 février, c'est la révolution à Paris et l'instauration de la Deuxième République ; le 4 mars, le roi Charles-Albert accorde aux États sardes le Statut albertin ; le 14 mars, Pie IX concède le Statut fondamental pour le gouvernement temporel des États de l'Église ; le 13 mars, c'est l'insurrection à Vienne et la chute de Metternich ; le 17 mars, une grande manifestation populaire à Venise impose au gouverneur Pálffy la libération des détenus politiques, parmi lesquels Tommaseo et Manin ; le 18 mars, c'est le début des cinq journées de Milan qui voient la libération de la ville en chassant les Autrichiens.

## Les phases initiales de la première guerre d'indépendance italienne

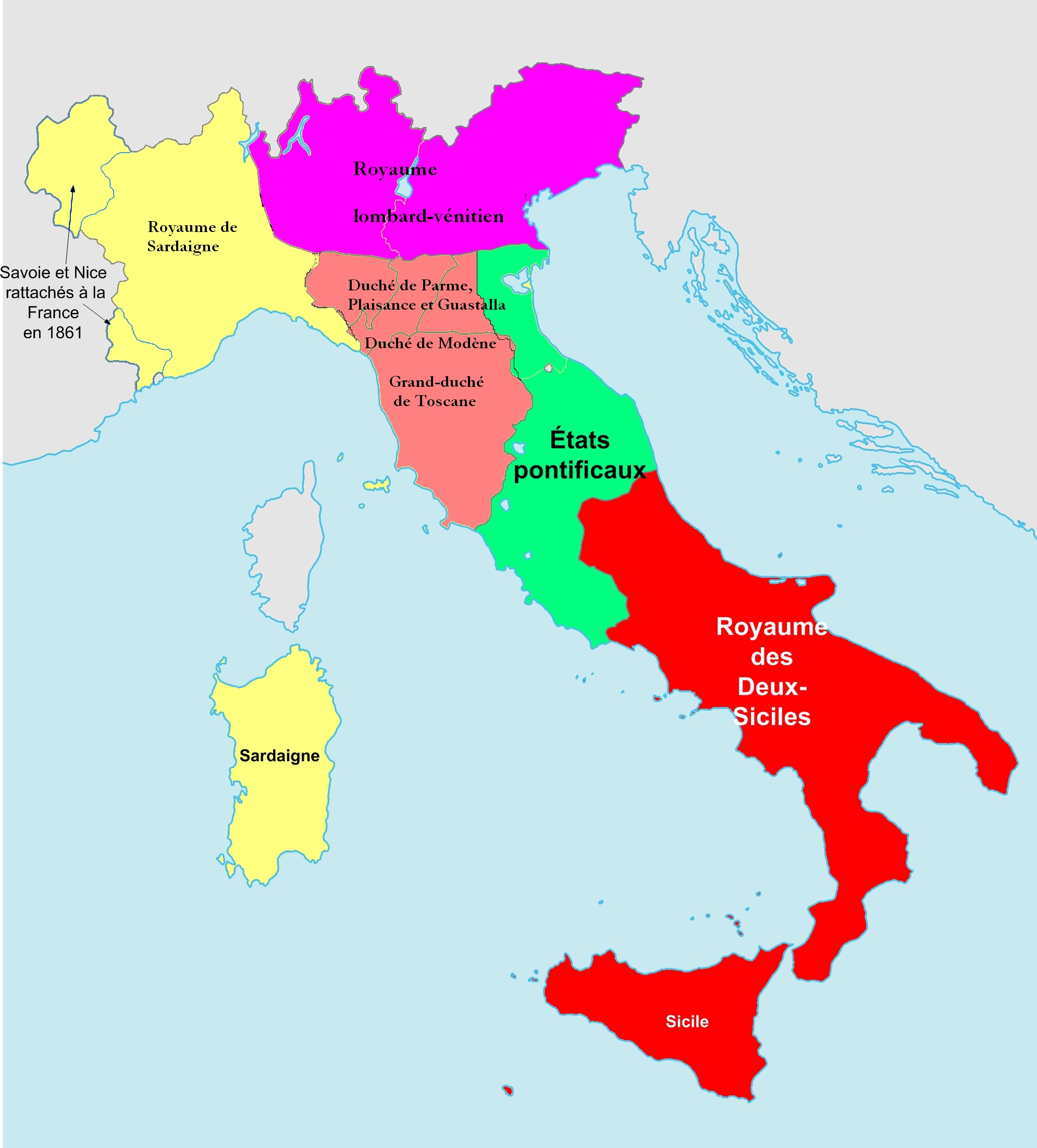
La péninsule italienne en 1848.

La nouvelle des cinq journées d'insurrection à Milan provoque un véritable bouleversement politique dans la péninsule : le 21 mars, Léopold II de Toscane déclare la guerre à l'Autriche et envoie son armée, commandée par le général De Laugier,, vers le quadrilatère. Le 23 mars, Charles-Albert de Sardaigne passe le Tessin et rejoint Milan.
Le gouvernement du pape, par ordonnance ministérielle du 23 mars, ordonne la formation d'un corps militaire, avec pour objectifs de procéder à la défense et à la sécurité des territoires pontificaux ainsi que de coordonner les actions des forces nationales italiennes. Sous le commandement du général piémontais Giovanni Durando et de son second Massimo d'Azeglio, quatre régiments d'infanterie, deux de cavalerie, trois batteries d’artillerie de campagne, une compagnie d'artificiers et deux du génie sont constitués,.
Il s'agit d'un véritable corps expéditionnaire de 7 500 hommes, augmenté, deux jours plus tard, d'un corps de volontaires, la Légion des Volontaires Pontificaux (Legione dei Volontari Pontifici) formée d'hommes provenant du centre de l'Italie et confiée au général Andrea Ferrari. Une force non négligeable si on considère que l'armée de Charles-Albert ne compte que 30 000 hommes auxquels il faut ajouter les 7 000 Toscans ainsi qu'un renfort, en mai, de 16 000 Napolitains commandés par Guglielmo Pepe.

### Le refus de Pie IX de la guerre contre l'Autriche

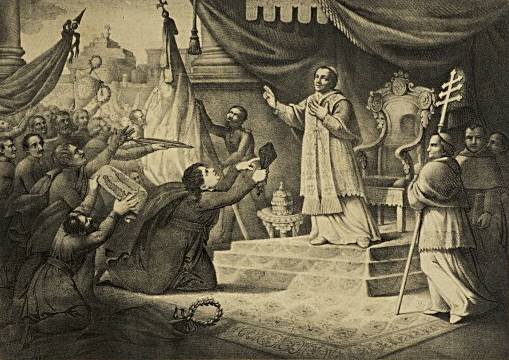
Pie IX bénit les combattants, lithographie de 1850.

Le 16 avril 1848, Pie IX est informé, par son représentant à Vienne, du mécontentement de l'Autriche, notamment de l'opinion publique, ce qui le conduit à reconsidérer sa position. Le 25 avril, les ministres, sous la signature d'Antonelli, présentent un mémoire au pape en faveur de la guerre.
Le 29 avril, par une allocution au consistoire, il condamne la guerre contre l'Autriche : « À nos soldats envoyés aux frontières pontificales, nous recommandons seulement de défendre l'intégrité et la sécurité des États pontificaux. Mais si certains souhaitent que nous, avec d'autres peuples et princes d'Italie, prenions part à la guerre contre les Autrichiens… ce n'est pas dans nos intentions et nos recommandations ». Il conclut en invitant les Italiens « à rester attachés fermement à leurs principes dont ils ont expérimenté la bienveillance et qu'ils ne s'en détachent pas ». En fait, le pape se trouve dans l'embarras de combattre une grande puissance catholique : « nous avons su que certains ennemis de la religion catholique ont profité de l'occasion pour enflammer les âmes des Allemands afin de les détacher du Saint-Siège… Les peuples allemands ne devraient pas nourrir un sentiment de dédain à notre égard parce qu'il nous a été impossible de freiner nos sujets qui applaudirent les événements anti-autrichiens en Italie septentrionale… d'autres souverains européens, qui disposent d'armées plus puissantes que la nôtre, n'ont pu freiner l'agitation de leurs peuples ».
Cela met en évidence la contradiction et les incompatibilités de la position du pape comme chef de l'Église universelle et en même temps chef d'un État italien ; entre le pouvoir spirituel et temporel.

### La participation des troupes romaines
Les troupes de Durando sont entrées en Vénétie et occupent Vicence, devançant Nugent qui est en route pour Vérone.
Informé de l'allocution du 29 avril, Durando décide de ne pas obéir au pape et continue l'opération qui lui a été confiée : défendre les villes libres de Vénétie en s'appuyant sur la puissante forteresse de Venise gouvernée par Daniele Manin. Il harangue ses troupes :
| Il Santo Pontifice ha benedetto le vostre spade, che unite a quelle di Carlo Alberto debbono concordi muovere all'esterminio dei nemici di Dio e d'Italia. | Le souverain père a béni vos épées, qui, combinées avec celles de Charles-Albert, doivent contribuer à l'extermination des ennemis de Dieu et de l'Italie. |

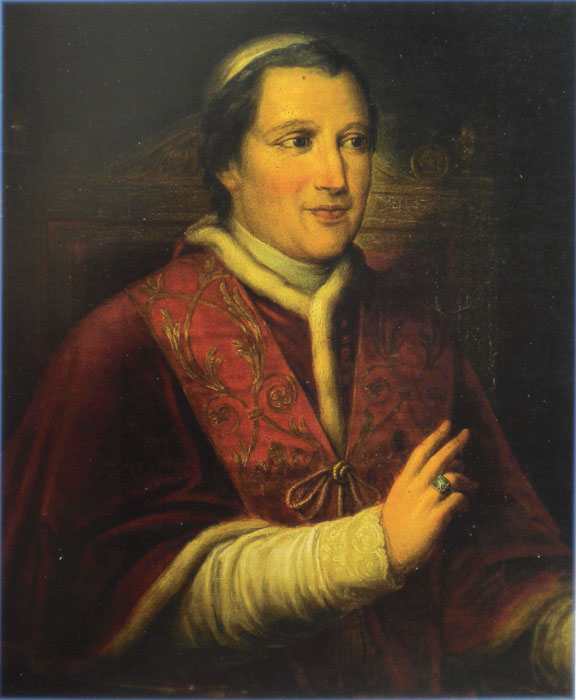
Pie IX, portrait par Giacomo Conca, 1850.

Les 16 000 hommes envoyés par Naples ne rejoignent pas Durando. Arrivé sur le Pô, alors qu'il s'apprête à entrer en Vénétie, le corps expéditionnaire napolitain reçoit l'ordre de Ferdinand II de rentrer à Naples : le général Pepe, le vieux nationaliste, refuse d'obéir à l'ordre, seuls l'artillerie et le génie rejoignent Venise. La ville lui confie le commandement suprême des troupes.
Avec 10 000 Romains et les volontaires vénitiens, Durando ne réussit pas à empêcher la jonction du corps d'armée de Nugent avec Radetzky, soit au total 20 000 Autrichiens, mais repousse l'assaut à Vicence le 24 mai. Cependant, il ne peut rien faire lorsque Radetzky, repoussé à l'ouest par l'armée de Charles-Albert à Goito, renverse le front et porte l'armée entière, presque 40 000 hommes, sur Vicence. Durando est battu le 10 juin et doit capituler. Selon l'accord, il restitue Vicence et Trévise et promet de ne pas combattre les Autrichiens pendant trois mois. En échange, il lui est permis de se retirer au-delà du Pô,.

### L'invasion autrichienne des légations
Du 23 au 25 juillet, la bataille de Custoza met face à face les armées sardes et autrichiennes. L'Autriche sort victorieuse. Charles-Albert entame une retraite sur l'Adda et Milan. Le 4 août, les combats reprennent, Charles-Albert se résout à demander l'armistice qui sera signé par Salasco. Les préliminaires sont signés le 5 août et le texte définitif le 9 août à Vigevano. Garibaldi, accompagné de Mazzini, quitte la Lombardie ; ils rejoignent leurs lieux de résidence, respectivement Nice et Marseille.
Les Autrichiens n'ont pas attendu pour attaquer les États pontificaux : à peine Charles-Albert se met-il en marche pour Milan que Radetzky envoie le général Welden traverser le Pô vers Ferrare le 28 juillet pendant que Liechtenstein marche sur Modène et Parme, pour réinstaurer les ducs qui ont été déposés. Après une avancée qui se signale par des saccages, Welden occupe Ferrare et se présente devant Bologne. Le podestat Cesare Bianchetti cherche un arrangement, mais Welden profite d'un incident pour ordonner l'entrée dans la ville, ce qui conduit la population à l'émeute et au repli de Welden vers le Pô, le 9 août,.
Welden, qui agit sans aucune autorisation du gouvernement pontifical, provoque la protestation énergique de Pie IX. Il parle d'une « invasion autrichienne » et déclare « que la conduite de Monsieur Welden est jugée par sa Sainteté comme hostile au Saint-Siège et à Notre Seigneur ». Tout compte fait, les Bolonais se sont comportés en fidèles sujets de Pie IX et, en effet, ils reçoivent le soutien du ministre de l'Intérieur du gouvernement pontifical, le comte Odoardo Fabbri qui, dans une déclaration aux Romains, parle d'« arrogance de l'insolence étrangère », d'« héroïque défense » et d'« attentat contre les États pontificaux ».

## Les crises politiques à Rome et la fuite dePieIX

### Les gouvernements Mamiani et Fabbri
À Rome et dans tous les États pontificaux, Pie IX est l'objet d'une opposition politique croissante due à l'allocution du 29 avril et à ses conséquences. Dans les jours qui suivent, la garde civique occupe le château Saint-Ange et les portes de la ville alors qu'arrivent au chef du gouvernement, le cardinal Antonelli, les remontrances des gouvernements sarde et toscan, ainsi que des représentants de Sicile, Lombardie et Vénétie.
Sept ministres démissionnent dont Marco Minghetti. Le 3 mai, le pape tente de redresser la situation en confiant la charge du nouveau gouvernement au comte Mamiani, monarchiste constitutionnel, et en écrivant une lettre personnelle à Ferdinand Ier d'Autriche l'invitant à renoncer à la Lombardie-Vénétie,.
Ferdinand Ier ne répond même pas et Mamiani, après s'être présenté devant le parlement romain le 5 juin, donne sa démission le 12 juillet pour désaccord envers la ligne strictement neutre du pape. Le 2 août, Mamiani est remplacé par Odoardo Fabbri. Le nouveau gouvernement envoie dans les légations Luigi Carlo Farini, qui arrive, le 2 septembre, à rétablir l'ordre public gravement troublé en raison de l'invasion de Welden. Fabbri, qui est âgé et fatigué des luttes intestines, démissionne le 16 septembre.

### Le gouvernement de Pellegrino Rossi

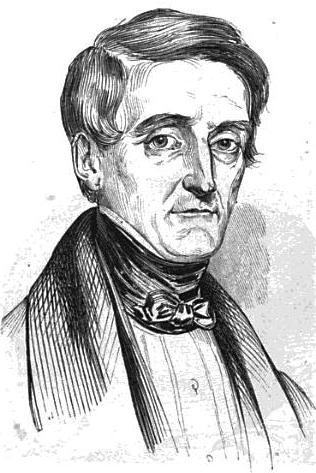
Pellegrino Rossi.

Le même jour, Pie IX nomme chef du gouvernement le comte Pellegrino Rossi, ancien ambassadeur français du gouvernement Guizot auprès du Saint-Siège. Rossi est resté à Rome après la révolution française de 1848 où il est remplacé par le duc François d'Harcourt désigné par Lamartine, alors ministre des Affaires étrangères,. Il assume la charge de l'Intérieur, la politique et les Finances. Rossi est favorable au système constitutionnel mais opposé à une guerre nationale. Le haut clergé et les conservateurs le trouvent révolutionnaire et dangereux, le peuple et les radicaux le trouvent réactionnaire, défenseur du pouvoir absolu, tandis que les libéraux et les modérés, ses soutiens naturels, rechignent à lui donner leur collaboration.
Son programme est de défendre la constitution contre les attaques dont elle est l'objet et à rendre au gouvernement l'autorité en réorganisant l'administration, la justice, les finances et l'économie. Il décrète des aides et des pensions aux blessés et aux veuves de guerre et il appelle, pour diriger le ministère de la Guerre, le général Carlo Zucchi, qui est un ancien général d'Eugène de Beauharnais et un patriote nationaliste.
À ce moment, la question qui domine la politique italienne est directement liée à la prochaine reprise des hostilités entre le royaume de Sardaigne et l’empire d'Autriche. Le gouvernement sarde et les patriotes démocrates cherchent à profiter de la trêve pour mobiliser le plus grand nombre d'hommes. Toutes les illusions sont perdues quant à l'intervention de Ferdinand II des Deux-Siciles, mais la question reste posée pour Florence et Rome.
Dans le grand-duché de Toscane, la position est désormais clairement en faveur de la cause nationale, après que Léopold II a renvoyé le gouvernement modéré de Ridolfi, le 17 août, et de Capponi, le 9 octobre. Le 27 octobre, il nomme le démocrate Giuseppe Montanelli. Celui-ci prend Francesco Domenico Guerrazzi comme ministre de l'Intérieur et inaugure une politique ultra démocratique, dans la terminologie politique de l'époque, tournée vers l'union avec les autres États italiens et la reprise conjointe de la guerre contre l'Autriche.
La question romaine reste ouverte, Pie IX et Pellegrino Rossi sont assez hostiles à une intervention. Ils ne nient pas l'exigence de la régénération nationale mais reprennent la politique modérée qui a été bousculée de manière imprévue par les cinq journées de Milan. Politiquement, les philosophes Antonio Rosmini et Vincenzo Gioberti, proches du royaume de Sardaigne, souhaitent une confédération, alors que Rossi apporte son soutien à une ligue de principautés dont le Pape serait l'âme et qui devrait être négociée par les délégués des États italiens réunis en Constituante et niant tout soutien aux Sardes et aux Toscans dans le cas d'une reprise de guerre. Ces positions s'opposent à celles des activistes adeptes de Mazzini qui prône une Italie unifiée et républicaine. Le 4 novembre, Rossi publie un article dans la Gazzetta di Roma contre les visées hégémoniques du Piémont, ce qui le rend encore plus impopulaire.

### L'assassinat de Pellegrino Rossi
Le 15 novembre, le parlement rouvre et Pellegrino Rossi est poignardé par un groupe d'anciens combattants de la légion des volontaires en Vénétie en collusion avec le Circolo popolare d'orientation démocratique. Le lendemain, une foule se rassemble devant le palais du Quirinal pour demander « un ministre démocrate, la constituante italienne et la guerre à l'Autriche ». Pie IX charge Giuseppe Galletti de dire à la foule qu'il n'envisage pas de nouvelle concession. La foule donne alors l'assaut, elle amène même un canon qu'elle pointe sur le palais : un combat s'engage avec la garde suisse pontificale. Mgr Giovanni Battista Palma, secrétaire des lettres latines, est tué,. Pie IX convoque le corps diplomatique et déclare qu'il cède à la violence et considère nulles toutes les concessions qu'il serait obligé de faire. Après quoi, sous la pression populaire, il charge, le 20 novembre, Mgr Carlo Emanuele Muzzarelli (en) de former le nouveau gouvernement. Giuseppe Galletti est ministre de l'Intérieur, Terenzio Mamiani, ministre des Affaires étrangères, Pietro Sterbini (it), ministre des Travaux publics.
Le soir du 24 novembre, ayant le sentiment d'avoir perdu le contrôle de la situation, le pape s'enfuit de Rome, incognito,. Il rejoint le comte Spaur, ambassadeur de Bavière et, le soir du 25 novembre, il se trouve en sécurité dans la forteresse napolitaine de Gaète.
En ce mois de novembre, une brigade de 3 000 soldats est envoyée à Civitavecchia par le gouvernement français afin d'assurer la protection du pape, avec la consigne de ne pas prendre part aux différends politiques.

### Rome sans le pape

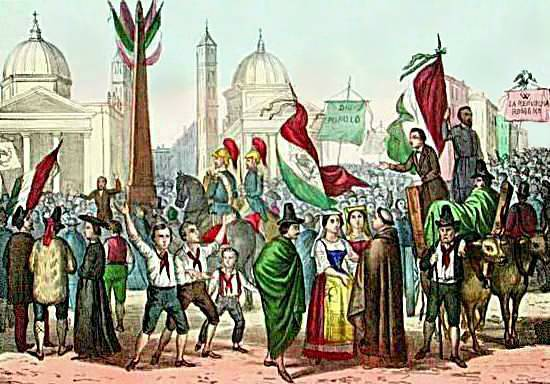
Proclamation de la République romaine, en 1849, place du peuple (Piazza del Popolo).

Le gouvernement Galletti, en raison du départ du pape, démissionne le 3 décembre, mais la Chambre des députés confirme les pouvoirs du gouvernement et envoie une mission à Gaète qui, partie le 6 décembre, est repoussée lorsqu'elle arrive à la frontière napolitaine. Le 8 décembre, le gouvernement proteste énergiquement et, le 11 décembre, la chambre décrète la création d'une « provisoire et suprême junte d'État » composée aussi de Galletti :

« Les Chambres, 

Obligées d'obvier aux dangers imminents de l'anarchie et des guerres civiles, et de maintenir l'ordre public ; obligées également de conserver intacts le statut fondamental, l'État et ses droits constitutionnels ; fortes de leur devoir, et obéissant à la nécessité absolue qui leur est imposée par un tel état de choses, décrètent 

1° Il sera constitué une junte provisoire de l'État. 

2° Cette junte sera composée de trois personnes choisies en dehors de la Chambre des députés, nommées à la majorité absolue de cette même Chambre, et approuvées par le Haut Conseil. 

3° La junte exercera, au nom du souverain et à la majorité des voix, tous les droits relevant du chef du pouvoir exécutif dans les limites de la constitution, et suivant les formes et les principes du droit constitutionnel. 

4° La junte cessera ses fonctions dès l'instant du retour du pontife, ou même dès le moment qu'il croira devoir députer ou investir par un acte légal une personne pour remplir ces pouvoirs, et lorsque cette personne entrera de fait dans l'exercice de ses fonctions. »

— Ce décret est approuvé le 11 décembre 1848
Les trois membres de la junte sont le sénateur de Rome, le prince Corsini, le gonfalonier d'Ancône, le comte Camerata, et le sénateur de Bologne, le comte Zucchini qui est remplacé, le 20 décembre, par Galletti.
Après avoir hésité à assister la république de Saint-Marc qui lutte toujours contre les Autrichiens, Garibaldi choisit d'apporter son soutien à la Ville Éternelle. Le 12 décembre, il fait son entrée dans Rome pour négocier les conditions de l'enrôlement de sa légion de volontaires qui reste stationnée à Cesena. Mazzini, depuis Marseille où il se trouve encore, insiste sur l'importance du départ du pape, équivalent, selon lui, à une abdication et permettant la formation d'une république.
Le 17 décembre, le pape émet un motu proprio où il conteste l'« usurpation des pouvoirs souverains » et déclare sacrilège la formation de la junte. Le 20 décembre, celle-ci émet une proclamation dans laquelle elle annonce la convocation d'une constituante romaine. L'influence des mazziniens se fait de plus en plus forte. Ils réussissent à attirer à eux les mouvements démocrates pourtant enclins à soutenir la Constituante dans la version fédérale et modérée de Mamiani. C'est ainsi que le 23 décembre, celui-ci est appelé pour former un nouveau gouvernement. Le 28 décembre, la junte dissout les Chambres (Haut Conseil et Conseil des députés) et convoque 250 000 électeurs pour les 21 et 22 janvier 1849. Les États pontificaux deviennent l'État romain (Stato romano). Le 1er janvier, le pape menace d'excommunication tous ceux qui participeraient aux élections, qui ont cependant lieu, donnant la victoire aux démocrates, les légitimistes et les modérés s'étant abstenus. C'est la première assemblée de l'histoire italienne à être élue au suffrage universel direct. La loi électorale permettant l'élection de quiconque est italien fait, de Rome, le centre du mouvement national. Giuseppe Garibaldi et Giuseppe Mazzini, qui n'arrive à Rome que le 6 mars, sont parmi les élus.

### Proclamation de la République
L’assemblée, qui a pour président Giuseppe Galletti et vice-présidents Aurelio Saffi et Luigi Masi, se réunit le 5 février et vote la proclamation de la République le 9 février, après trois jours de négociations (120 députés pour, 9 contre, 14 abstentions, Mamiani y est opposé). C'est le « décret fondamental » (decreto fondamentale) qui établit :
| - Art. 1 - Il Papato è decaduto di fatto e di diritto dal governo temporale dello Stato Romano. - Art. 2. Il Pontefice romano avrà tutte le guarentigie necessarie per la indipendenza nell’esercizio della sua potestà spirituale. - Art. 3. La forma del governo dello Stato Romano sarà la democrazia pura, e prenderà il glorioso nome di Repubblica Romana. - Art. 4. La Repubblica Romana avrà col resto d’Italia le relazioni che esige la nazionalità comune. Roma, 9 febbraio 1849, un’ora del mattino. Il présidente G. Galletti | - Art. 1 : Le pape est déchu de fait et de droit du gouvernement temporel des États romains. - Art. 2 : Le pontife romain aura toutes les garanties nécessaires à l'exercice de son pouvoir spirituel. - Art. 3 : La forme du gouvernement de l'État romain sera la démocratie pure et prendra le glorieux nom de République romaine. - Art. 4 : La République romaine aura avec le reste de l'Italie les relations qu'exige la nationalité commune. Rome, le 9 février 1849, une heure du matin, le président G. Galletti |

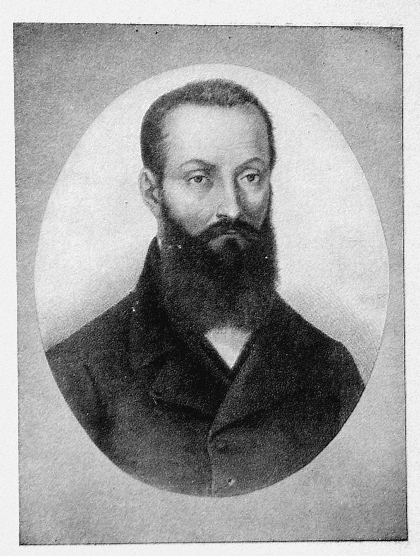
Portait de Giuseppe Galletti.

Le 14 février, le gouvernement romain se compose des ministres suivants : président du Conseil et Instruction publique, Carlo Emanuele Muzzarelli, à l'Intérieur, Aurelio Saffi, aux Affaires étrangères, Carlo Rusconi, à la Justice, Giovita Lazzarini (it), aux Finances, Ignazio Guiccioli (it), à la Guerre, Pompeo di Campello, aux Travaux publics, Pietro Sterbini.
Le 16 février, l'assemblée crée un magistrat suprême pour gouverner l'État avec le nom de « Comité exécutif » (Comitato Esecutivo) composé de Carlo Armellini, Mattia Montecchi (it) et Aurelio Saliceti. Le drapeau adopté est le tricolore italien avec l'aigle romain sur la hampe. Les premières mesures sont la confiscation des biens ecclésiastiques (21 février), l'abolition du tribunal du Saint-Office (28 février) et l'abolition de la censure de la presse, l'instauration de l'état civil.
Dans une intervention le 8 mars, Lamartine défend la République romaine et s'oppose au pouvoir temporel de la papauté et préconise la voie diplomatique sur ce qui est devenu la « question romaine ». La République romaine est aussi saluée par les constituants français :

« Citoyens, La Démocratie française vient saluer en vous, avec enthousiasme, la République glorieusement fondée sur les bords du Tibre. Honneur au peuple romain ! L’histoire admirera la grandeur de son œuvre […] VIVE LA RÉPUBLIQUE ROMAINE – VIVE LA RÉPUBLIQUE ITALIENNE »

— Le Assemblee del Risorgimento. Atti raccolti e pubblicatti per deliberazione della camera dei deputati, Rome, 1911, vol. III, p.754

## Les conséquences de la proclamation de la République romaine

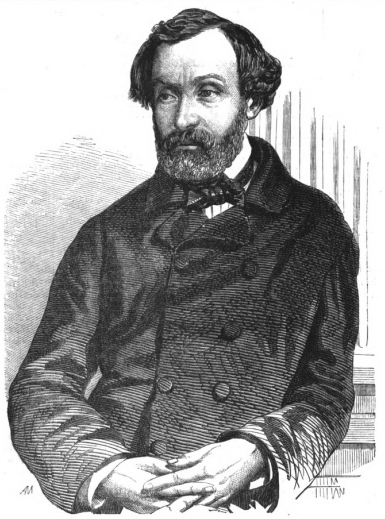
Portrait de Giuseppe Montanelli.

Le Premier ministre toscan Montanelli, apprenant que les cent premiers élus aux élections romaines seraient les représentants à la constituante italienne, demande au grand-duc l'élection de 37 députés à envoyer à cette future assemblée. Il fait approuver la proposition par le Parlement, mais la signature du grand-duc n'est pas apposée. En effet, le 30 janvier, Léopold II abandonne Florence pour Sienne, d'où il s'embarque pour Gaète et se met sous la protection de Ferdinand II des Deux-Siciles. Le 8 février, un gouvernement provisoire est constitué, composé de Mazzoni, Montanelli, national-démocrate, et Guerrazzi, démocrate. Ces deux derniers s'opposent rapidement. Mazzini, présent à Florence, fait pression pour que la république soit proclamée et qu'elle fusionne avec celle de Rome, position partagée par Montanelli.
Le 18 février, le secrétaire d'État de Pie IX, le cardinal Antonelli, envoie à l'Autriche, à la France, au royaume des Deux-Siciles et à l'Espagne une note diplomatique : « Le Saint Père ayant utilisé tous les moyens qui étaient en son pouvoir, poussé par le devoir qu'il a envers le monde catholique de conserver l'intégralité du patrimoine de l'Église et la souveraineté qui l'accompagne comme chef suprême de l'Église même… s'adresse de nouveau à ces puissances et spécialement à celles catholiques… avec la certitude qu'elles voudront à chaque sollicitation concourir… se rendant ainsi méritante pour l'ordre public et la Religion ». L'Autriche, sous couvert du congrès de Vienne, s'autorise à intervenir tandis que la France n'est pas disposée à laisser Vienne prendre un plus grand ascendant dans la péninsule. Le Royaume-Uni, quant à lui, est soucieux d'un certain équilibre en Europe méditerranéenne.
Arrivé à Gaète le 21 février, Léopold II accepte les offres de protection qui viennent de son cousin, l'empereur d'Autriche François-Joseph.
Mazzini se trouve encore à Florence, le 25 février, lorsqu'on lui accorde la nationalité romaine. Il déclare, après la proclamation de la République romaine, que « vingt ans d'exil lui sont largement payés » avant de prendre la route pour Rome qu'il rejoint le 5 mars.
Le 12 mars, les élections des députés ont lieu en Toscane. Le 25 mars, Montanelli propose, de nouveau, l'union de la Toscane à Rome. Le 27 mars, les députés nomment l'avocat Guerrazzi dictateur puis approuvent sa proposition de suspendre la proclamation de la République et l'unification avec Rome. En raison de l'hostilité des modérés envers Guerrazzi, des heurts éclatent et le 12 avril, la municipalité, soutenue par ces derniers, met à profit la situation pour dissoudre l'assemblée et former un nouveau gouvernement. Il est renversé par l'arrivée des troupes autrichiennes qui commencent leur campagne de reconquête le 26 avril et, le 28 juillet 1849, Léopold retrouve son trône et suspend la constitution,.

## La défaite du royaume de Sardaigne
Le 18 février, Joseph Radetzky envoie depuis Vérone un petit corps expéditionnaire de 6 000 hommes pour envahir les États pontificaux, mais il se limite à occuper Ferrare en attente des événements. La répression contre la République romaine et la république de Toscane demande une importante expédition militaire que ni l'Autriche, ni le royaume de Sardaigne ne peuvent se permettre de constituer en raison de l'armistice Salasco, que l'on sait provisoire. Vincenzo Gioberti, le président du Conseil sarde, souhaite restaurer les souverains légitimes en Toscane et à Rome, contrairement au roi et aux autres membres du gouvernement, aussi démissionne-t-il.
Les hostilités reprennent le 12 mars, lorsque Raffaele Cadorna, envoyé de Charles-Albert, communique à Radetzky la dénonciation de l'armistice Salasco. La guerre austro-sarde se conclut rapidement, les 22-23 mars, avec la défaite de Novare et l'armistice de Vignale du 24 mars. Le nouveau souverain sarde, Victor-Emmanuel II doit se concentrer sur la situation politique interne de son royaume qui est chaotique.

## La formation du triumvirat

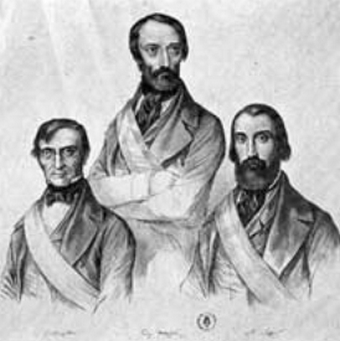
Le triumvirat composé de Carlo Armellini, Giuseppe Mazzini et Aurelio Saffi.

Lors de son premier discours à l'assemblée, Mazzini, avec toujours pour objectif l'unification de l'Italie, fait approuver une motion favorable à l'unification avec la Toscane puis, le 15 mars, il propose des élections pour la formation d'une assemblée pour la future constituante italienne. Une commission de guerre est nommée sous la responsabilité de Carlo Pisacane et, le 21 mars, une délibération est votée pour l'envoi de 10 000 hommes pour soutenir le Piémont,.
Le 29 mars, en raison du désastre de Novare, le comité de gouvernement est remplacé par un triumvirat qui prend le nom de Gouvernement provisoire et reçoit « les pouvoirs illimités pour la guerre de l'indépendance et la sauvegarde de la République ». Il est composé d'Aurelio Saffi, député de Forlì, Carlo Armellini, député de Rome, et de Giuseppe Mazzini, député élu dans le collège de Ferrare et Rome, élus respectivement par 93, 123 et 132 voix. Le triumvirat est dirigé en grande partie par Mazzini en raison de son prestige et de sa personnalité. Il tente fréquemment de diriger les travaux de l'assemblée constituante, toutefois le triumvirat se montre peu expérimenté.
Le gouvernement du 2 avril se compose de Rusconi aux Affaires étrangères, Berti Pichat (it) à l'Intérieur, Sturbinetti à l'Instruction publique, Manzoni aux Finances, Lazzarini à la Justice et Montecchi aux Travaux publics. Le ministère de la Guerre reste confié à une commission.
Le gouvernement romain poursuit ses réformes. Le 14 avril, il abolit la taxe sur le sel et vote la réforme agraire. Le 15 avril, il décide de subdiviser le patrimoine foncier ecclésiastique en lots à destination des familles les plus pauvres.

## L'expédition française

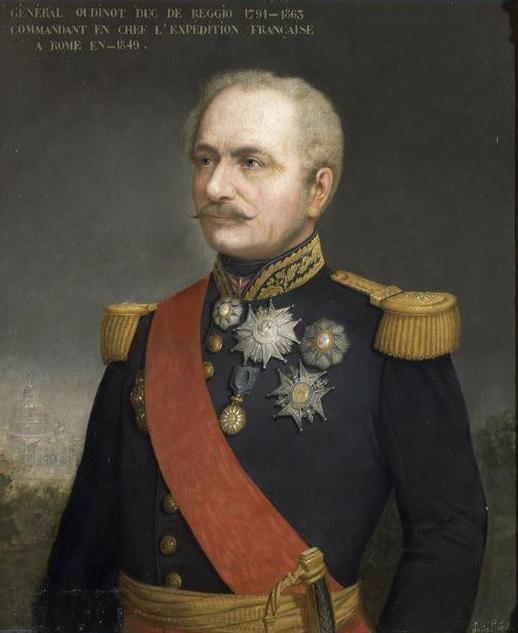
Nicolas-Charles-Victor Oudinot, commandant de l'expédition sur Rome en 1849.

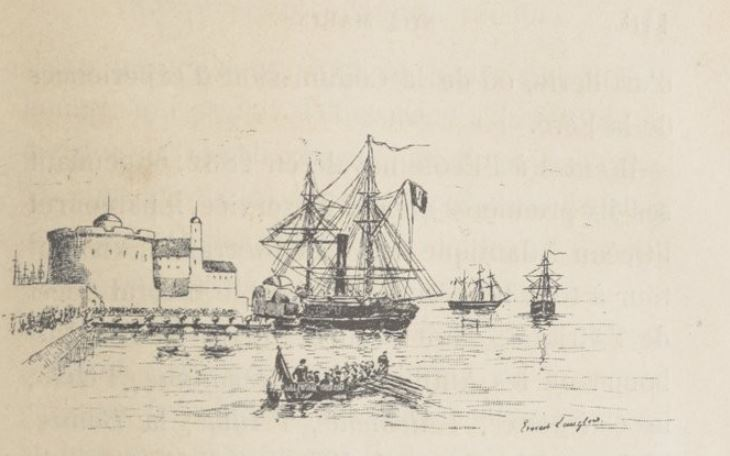
L'aviso le Narval à Civita-Vecchia

Le 16 avril, l'expédition française est votée par l'Assemblée nationale afin de porter secours aux républicains romains insurgés contre les prétentions papales et la domination autrichienne,[Information douteuse]. Elle s'accompagne du vote d'un crédit de 1 200 000 francs pour les dépenses des trois premiers mois de l'opération auquel s'opposent les socialistes dirigés par Ledru-Rollin.
L'expédition française est soutenue aussi par Louis-Napoléon Bonaparte, président de la République, et Odilon Barrot, chef du parti de l'Ordre. Il s'agit de donner des gages au parti de l'Ordre et aux catholiques, animés par Montalembert, qui ont assuré le succès de la candidature de Bonaparte à l'élection présidentielle. D'autre part, la France a des intérêts financiers dans l'ancien État pontifical qu'elle souhaite sauvegarder.
La plupart des journaux français d'inspiration catholique se montrent hostiles à une intervention républicaine destinée à soutenir les révolutionnaires romains.

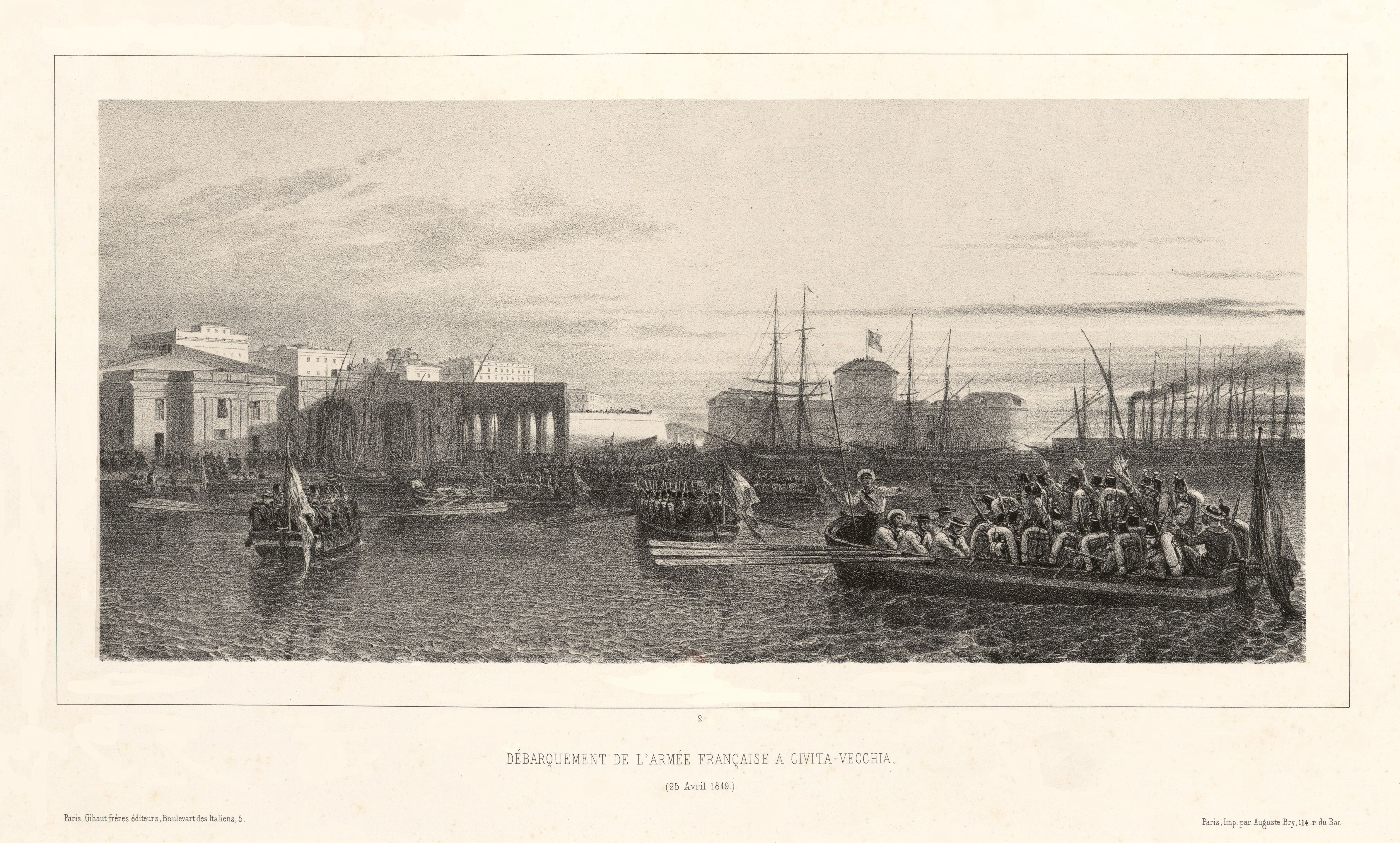
Le corps expéditionnaire français débarque à Civitavecchia, le 25 avril 1849 (lithographie d'Auguste Raffet).

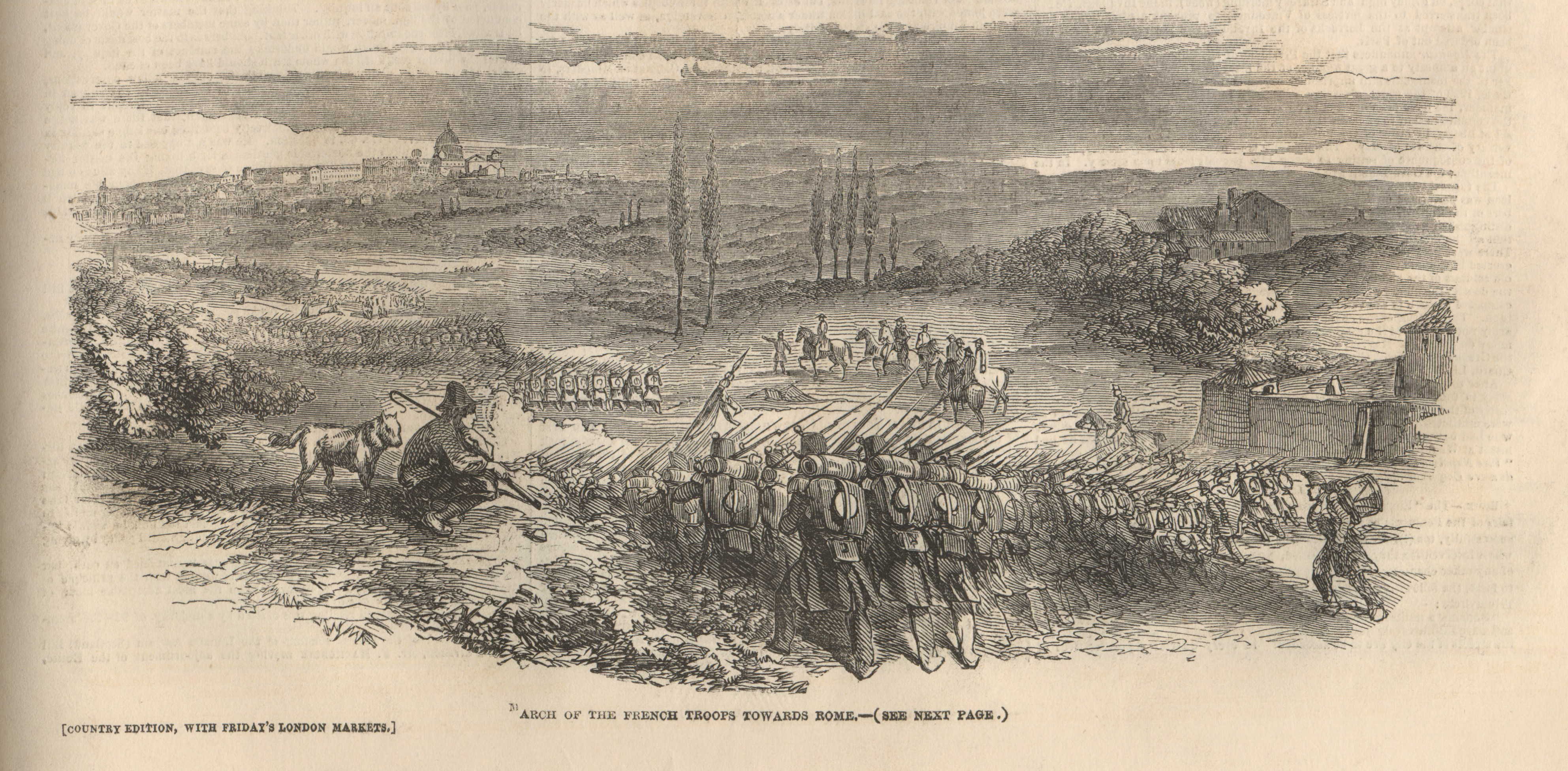
Le corps expéditionnaire français marche vers Rome (The Illustrated London News, 1849).

Le 22 avril, le corps expéditionnaire français, composé de 7 000 hommes, prend le nom de Corps expéditionnaire de la Méditerranée. Il est emmené par le général Oudinot, duc de Reggio, et embarque de Toulon et Marseille à bord de navires commandés par l'amiral François Thomas Tréhouart. Le corps se compose de trois brigades sous les ordres des généraux Mollière, Levaillant et Chadeysson. Le 23 avril, en prévision de l'arrivée des Français, Garibaldi est nommé général. Après la présentation des intentions françaises par les trois émissaires français, La Tour d'Auvergne, Espivent de la Villeboisnet et Durand de Villers, auprès des autorités de la ville de Civitavecchia, le corps débarque le 25 avril.
Par une déclaration affichée sur les murs de la ville, le gouvernement déclare que « Le gouvernement de la République française, animé d'intentions libérales, déclare vouloir respecter le vœu de la majorité des populations romaines, ne venir qu'en ami, dans le but d'y maintenir son influence légitime, et décidé à n'imposer aux populations aucune forme de gouvernement qui ne soit désirée par elles ». Cependant l'accueil de la population est hostile. Les envoyés d'Oudinot auprès du triumvirat déclarent que l'occupation est destinée à empêcher l'intervention de l'Autriche, de l'Espagne et de Naples et à s'assurer des sentiments précis de la population au sujet de la forme de gouvernement et à favoriser une réconciliation entre Pie IX et les Romains.
Mazzini remercie la France pour sa volonté de défendre la République mais objecte que le débarquement de troupes, sans une demande de sa part, ne peut pas être considéré comme une mission de protection. À l'issue de la rencontre, l'Assemblée romaine doit faire face à une alternative : la protestation et la lutte armée ou la protestation pacifique. L’Assemblée confie au triumvirat la tâche de « sauver la République et de repousser la force par la force ». Le 27 avril, des ordres sont donnés pour protéger Rome, la légion de Garibaldi est autorisée à entrer tandis qu'Oudinot décrète la loi martiale, désarme la garnison de Civitavecchia et décide de marcher sur la Ville Éternelle :

« Soldats ! Vous connaissez les événements qui vous ont amenés dans les États-romains.
À peine élevé sur le trône pontifical, le généreux Pie IX avait compris l'intérêt de ses peuples en prenant près d'eux l'initiative des réformes libérales. Mais un Parti Factieux qui a promené le malheur sur toute l'Italie, s'armait dans Rome à l'ombre de la liberté. Le Souverain Pontife dut s'exiler à la suite d'une émeute inaugurée par l'assassinat impuni et glorifié de son Premier ministre.
Ce fut sous ces auspices et sans le concours de la majeure partie des électeurs que fut fondée la République romaine, dont aucun gouvernement d'Europe n'a reconnu l'existence.
Néanmoins, dès mon arrivée, je fis appel aux hommes de tous les partis, espérant les réunir dans une soumission commune au Vœu National.
Le fantôme de gouvernement qui siège à Rome répond par des bravades inconsidérées à mes paroles conciliantes !
Soldats ! Acceptons le défi : marchons sur Rome ! Nous ne trouverons pour ennemis ni les populations, ni les troupes romaines ; les unes et les autres nous considèrent comme des libérateurs ! ... Nous avons à combattre des réfugiés de toutes les nations qui oppriment ce pays après avoir compromis, dans le leur, la cause de la liberté. »

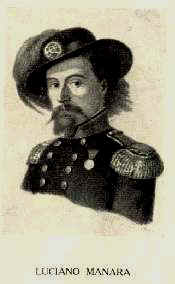
Luciano Manara en tenue de bersaglier lombard.

Le 27 avril, deux bateaux partis de Chiavari, le Colombo et le Giulio II, rejoignent le port de Civitavecchia. Ils transportent 600 bersagliers de la division Lombarda qui a été dissoute de l'armée sarde : cette division avait été créée au cours de la campagne de 1848 avec des recrues et des volontaires provenant des provinces libérées du Royaume lombard-vénitien. Les 600 bersagliers représentent une force importante commandée par un homme à la personnalité particulière, le commandant Luciano Manara. Arrivés à Civitavecchia, ils sont surpris par la présence des troupes françaises d'Oudinot qui essaient de les empêcher de débarquer: "Oudinot lui demande : d'ou vient que, étant Lombard, vous vous mêlez des affaires de Rome ? Et Manara en retour: Vous vous en mêlez bien, vous qui êtes français!" Ils poursuivent jusqu'à Porto d'Anzio où ils débarquent le 27 avril. Ils rejoignent Rome, le 28 avril, à marche forcée, où ils contribueront de manière significative à la défense de la République.
Le 29 avril, 5 800 Français, avec trois jours de vivres, marchent sur Rome,, certains de rencontrer une faible résistance.

### L'échec de l'assaut français à Rome le 30 avril

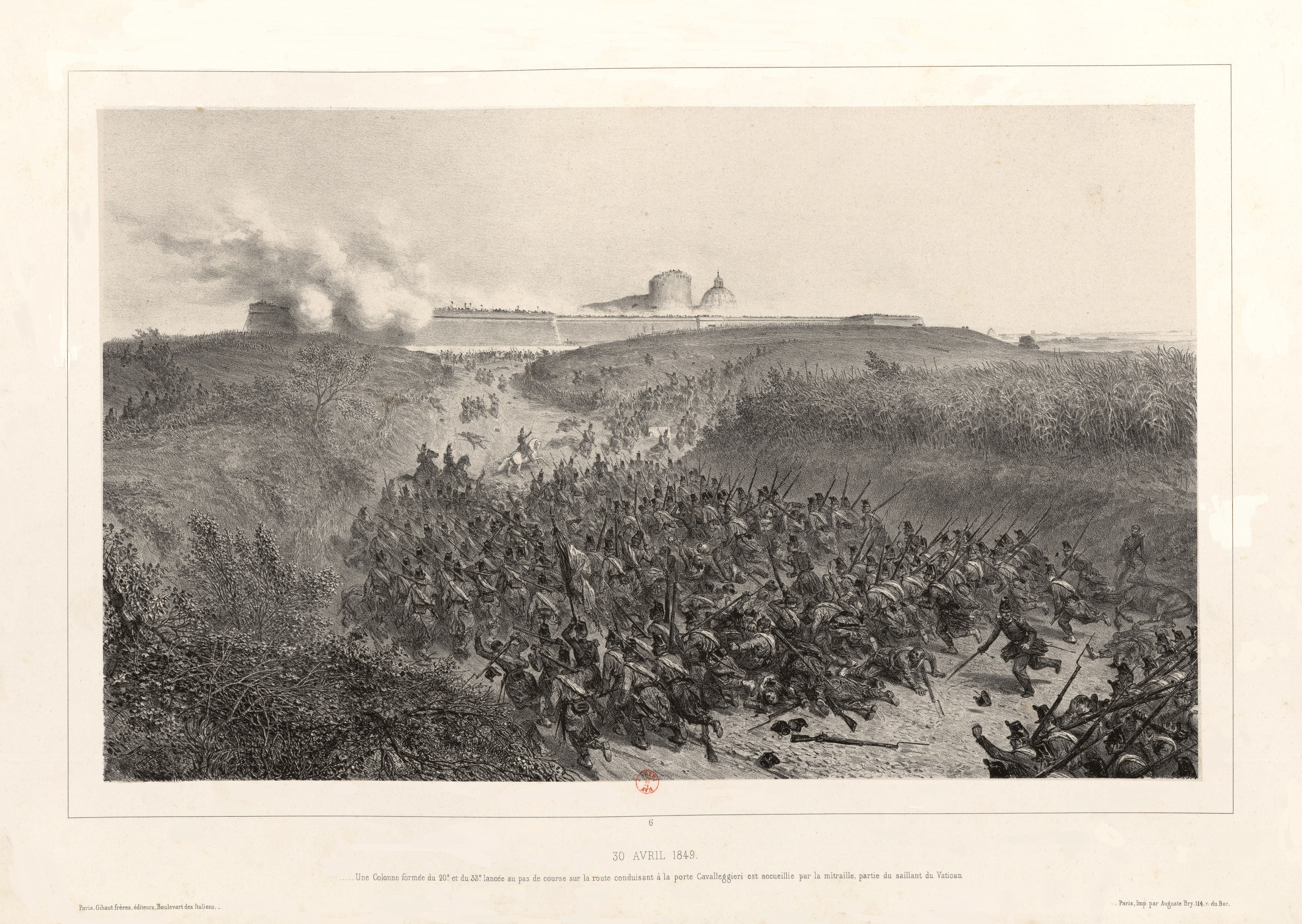
Une colonne du corps expéditionnaire français est mitraillée depuis le Vatican par les défenseurs de la République romaine, le 30 avril 1849 (lithographie d'Auguste Raffet).

Le 30 avril, le corps expéditionnaire français se présente avec 5 000 soldats qui se partagent entre la Porta Cavalleggeri et la Porta Angelica (en) après avoir voulu passer par la Porta Pertusa, condamnée depuis des années. Ils tentent d'escalader les murs et sont repoussés par à peu près 10 000 soldats de la République romaine présents dans la ville (l'armée comprend 17 000 à 18 000 hommes). Au cours de ces combats qui durent jusqu'au soir, Garibaldi avec ses 2 500 hommes (plus 1 800 en réserve) se distingue. Sorti par la porte San Pancrazio avec son bataillon universitaire et la légion italienne, il surprend à revers les assaillants à la villa Doria Pamphilj et les attaque à la baïonnette, provoquant leur fuite. Le soir Oudinot ordonne la retraite sur Civitavecchia, laissant derrière lui plus de 500 morts et 365 prisonniers. Les défenseurs ont perdu 200 hommes. Le général Vaillant parle de 80 morts, 250 blessés et 250 prisonniers côté français.
Au terme de la journée, la république a obtenu un triomphe, elle a montré l'attachement de la population et de l'armée et Cernuschi ironise « hier a commencé l'entrée des Français dans Rome. Ils sont entrés par la porte San Pancrazio, en qualité de prisonniers ».
Mazzini interdit à Garibaldi de poursuivre les troupes françaises, il souhaite éviter une humiliante défaite et espère encore que les députés démocrates français vont pouvoir agir sur leur gouvernement. Un tel choix sera par la suite très critiqué à la lumière des événements qui vont suivre. Le 7 mai, le triumvirat rend un décret de nature à prouver aux Français qu'il déplore la douloureuse lutte qui a eu lieu entre les troupes des deux républiques. Ce décret est ainsi conçu : « Considérant qu'entre le peuple français et Rome il ne peut y avoir d'état de guerre ; que Rome défend par droit et devoir sa propre inviolabilité, mais que le peuple romain ne rend pas responsable des fautes d'un gouvernement trompé les soldats qui n'ont fait qu'obéir en combattant, le triumvirat décrète : les Français faits prisonniers dans la journée du 30 avril sont libres, le peuple romain saluera par une démonstration fraternelle à midi les braves de la République française. Rome, 7 mai 1849 »,.
Oudinot échange un bataillon de bersagliers capturés à Civitavecchia (mais il y a une grande différence : les Bersaglieri capturés par les Français à Civitavecchia ont été trompés car ils ont d'abord été accueillis comme des frères puis désarmés, les Français capturés à Rome ont été pris au combat), et l’aumônier des troupes de Garibaldi, le père Ugo Bassi.

### La trêve avec la France
Oudinot, dans sa dépêche à l'Assemblée française, a qualifié la fusillade sous les murs du Vatican de "reconnaissance", mais a oublié de mentionner la bataille devant les portes (Cavalleggeri et San Pancrazio) dans laquelle Garibaldi (et la Garde nationale) avait mis en déroute les Français, et conclu en déclarant que "cette affaire du 30 avril est l'une des plus brillantes de nos grandes guerres auxquelles les troupes françaises aient jamais pris part". Informé des événements, Louis-Napoléon, président de la République française, ne fait preuve d'aucune hésitation : depuis le 7 mai, il accepte toutes les requêtes de renfort demandées par Oudinot :

« La nouvelle télégraphique qui annonce la résistance imprévue que vous avez rencontrée sous les murs de Rome m'a vivement peiné. J'espérais, vous le savez, que les habitants de Rome, ouvrant les yeux à l'évidence, recevraient avec empressement une armée qui venait accomplir chez eux une mission bienveillante et désintéressée. Il en a été autrement ; nos soldats ont été reçus en ennemis : notre honneur militaire est engagé ; je ne souffrirai pas qu'il reçoive aucune atteinte. Les renforts ne vous manqueront pas. Dites à vos soldats que j'apprécie leur bravoure, que je partage leurs peines, et qu'ils pourront toujours compter sur mon appui et sur ma reconnaissance.
Recevez, mon cher Général, l'assurance de ma haute estime. »

— Lettre du 7 mai au général Oudinot
Le 9 mai, de Toulon, un nouvel ambassadeur plénipotentiaire, le baron de Lesseps, s'embarque avec la mission officielle de négocier un accord amiable entre Pie IX et les révolutionnaires, mais secrètement avec le but de gagner du temps pour envoyer des renforts à Oudinot. Il s'agit de décisions prises rapidement en raison de la proximité des élections législatives françaises prévues le 13 mai : la restauration du pape constitue un des thèmes du débat et la majorité du corps votant est favorable à sa restauration. S'il y a quelques doutes, ils sont balayés par les résultats des élections qui donnent aux candidats monarchistes et modérés une majorité de 450 sièges sur 790, reléguant les démocrates (comme Alexandre Ledru-Rollin) à un rôle de spectateur,.
Outre les nécessités électorales, Louis-Napoléon souhaite agir rapidement en raison de l'attitude des autres puissances désireuses d'exercer une influence dans la péninsule. Déjà en 1831, à la suite de l'intervention de l'Autriche en Romagne, la France de la monarchie de Juillet avait envoyé un corps expéditionnaire occuper Ancône, afin d'affirmer son « droit de regard » (en fait une ingérence coloniale) sur les affaires italiennes et Louis-Napoléon quant au colonialisme ne peut faire moins que le « roi bourgeois » Louis-Philippe.

### La république encerclée
Alors que la République romaine vient d'échapper à la menace des troupes françaises, les armées étrangères tentent simultanément mais sans concertation de renverser la république afin de s'en attirer le mérite.

#### L'invasion autrichienne

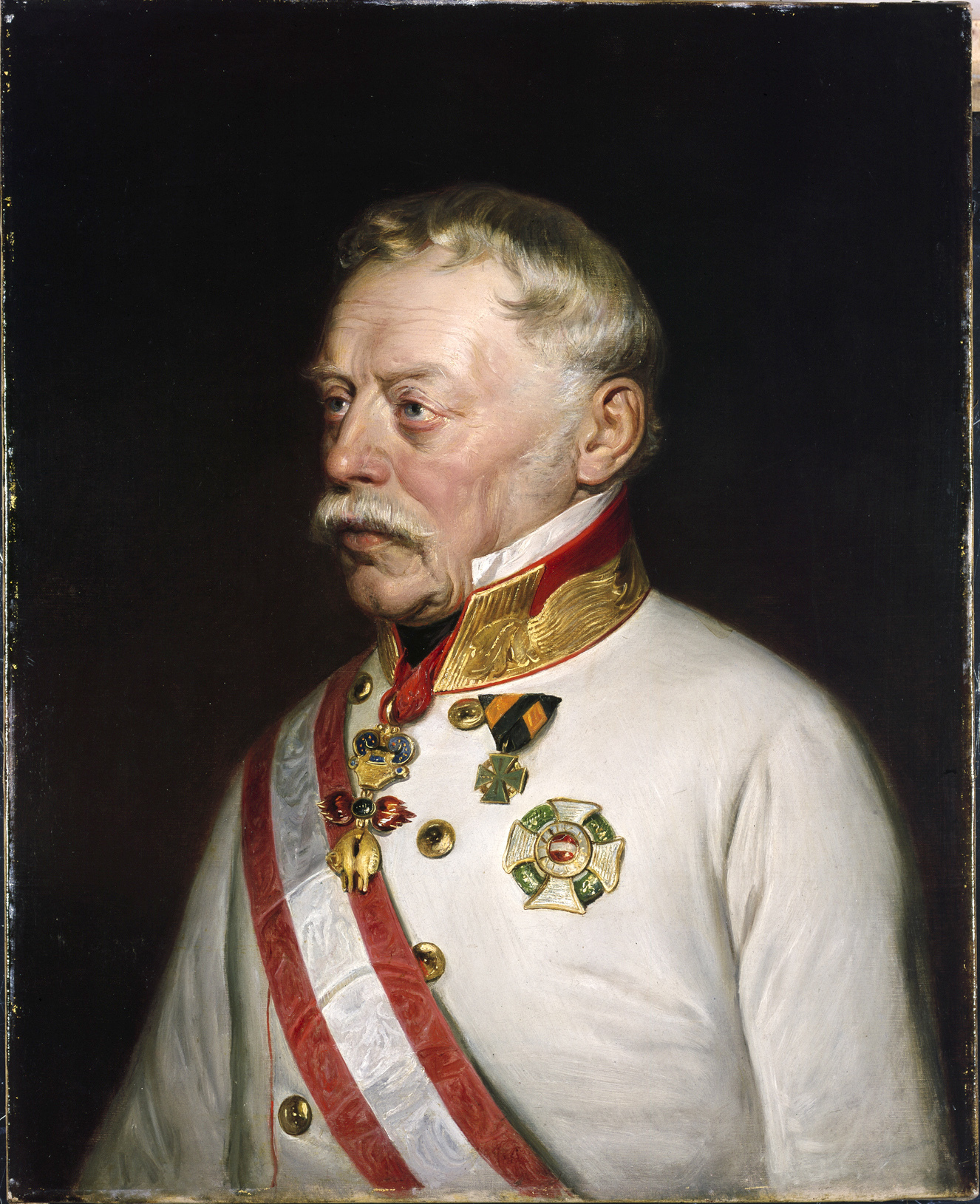
Portrait du Feld-maréchal Johann Josef Wenzel comte Radetzky von Radetz vers 1850.

Avec la fin de la guerre austro-sarde, l'Autriche dispose désormais de moyens militaires et l’occupation du grand-duché de Toscane est nécessaire aux Autrichiens pour rétablir leur influence en Italie centrale, notamment en raison du débarquement du corps expéditionnaire français envoyé par Louis-Napoléon, pour réprimer la République romaine. Parallèlement aux actions de d'Aspre, le général Wimpffen se présente devant Bologne. Celui-ci a deux avantages précieux par rapport à Welden : premièrement, il agit non plus comme envahisseur mais au nom du « Pape Roi » et secondement, le corps d'expédition étant composé de 16 000 hommes, Radetzky n'a plus la nécessité de maintenir des troupes importantes à la frontière du Tessin. L’assaut contre la ville, défendue par moins de 4 000 hommes, commence le 8 mai. Le 14 mai, Wimpffen reçoit le renfort de Gorzkowski qui arrive de Mantoue avec des pièces d'artillerie. Le 15 mai, la ville est bombardée et elle se rend le jour suivant. Wimpffen poursuit sur Ancône qu'il rejoint le 25 mai. La ville est une place-forte commandée par Tito Livio Zambeccari et n'est défendue que par 4 000 soldats. L'attaque terrestre et par mer débute le 27 mai. Le 6 juin, Wimpffen reçoit de Gorzkowski 5 000 Toscans envoyés par Léopold II et commandés par Liechtenstein. Le 17 juin, après deux semaines de bombardement, Zambeccari accepte la proposition de reddition faite par Wimpffen et qui est signée le 19 juin. Le 21 juin, la citadelle et les forts passent aux mains des Autrichiens,.

#### L'invasion napolitaine
Il existe un autre concurrent : Ferdinand II, roi des Deux-Siciles. Au cours des mois précédents, il a réussi à réduire au silence l'insurrection sicilienne (5 mai 1848) et à supprimer la liberté constitutionnelle par dissolution de la chambre de Naples (les 14 juin 1848 et 12 mars 1849). Le roi de Naples peut aussi compter sur le prestige que lui apporte l'hospitalité qu'il offre depuis le 25 novembre 1848 au pape Pie IX dans la forteresse de Gaète. Ferdinand décide de tenter l'aventure et confie l'invasion de la République romaine au général Winspeare à la tête d'un corps expéditionnaire de 10 à 12 000 hommes,.
Le 9 mai, avec 5 000 hommes, le général Ferdinando Lanza qui cherche à prendre Palestrina s'oppose aux 2 300 soldats de Garibaldi et à son chef d'état major, Luciano Manara, commandant des bersagliers lombards, qui contre-attaquent et contraignent Lanza à la fuite. Cette bataille, bien que peu importante sur le plan militaire, contribue au moral des combattants républicains. Rappelé par Mazzini en raison de la crainte d'une nouvelle attaque des troupes françaises, Garibaldi revient à Rome.
Le 13 mai, Garibaldi et Roselli sont nommés généraux de division et tous les deux sont engagés contre les Bourboniens. Roselli prend le commandement de l'armée romaine et Garibaldi du corps de bataille. Il déplace ses hommes vers Velletri où se trouvent les Bourboniens. Lanza, qui a été rejoint entre-temps par Ferdinand II, doit faire face à une nouvelle bataille et préfère se retirer vers Terracina avec ses 12 000 hommes. Garibaldi pense l'arrêter avec ses 2 000 hommes et engage ses troupes. La disproportion des forces est trop importante et il est repoussé par l'armée des Bourbons qui termine son repli. Il est alors fermement critiqué par Roselli,.
Le 22 mai, Roselli est de retour à Rome où l'accueil est enthousiaste tandis que Garibaldi, avec l'autorisation du triumvirat, entre dans Rocca d'Arce. Manara entre le 24 mai dans Frosinone et, le 25 mai, dans Ripi afin de soulever la population contre le général Carlo Zucchi, le dernier ministre de la Guerre de Pie IX. Au cours du retrait des Napolitains, la résistance est constituée uniquement de groupes de paysans, rapidement organisés par Zucchi. Garibaldi est rappelé à Rome par le triumvirat le 27 mai où il arrive le 1er juin,.

#### L'expédition espagnole
Un corps expéditionnaire espagnol composé de 9 000 hommes commandés par Fernandez de Cordoba arrive à Gaète vers le 29 mai. Il est passé en revue et béni par Pie IX puis part pour Terracina après le départ de Roselli. Les Espagnols ne poursuivent pas vers Rome et se portent sur l'Ombrie que les Autrichiens n'ont pas occupée. Ils y restent jusqu'à la fin de l'année. De toute évidence, Paris ne souhaite pas leur présence à Rome en prévision de la prochaine bataille,.

### La mission diplomatique de Lesseps
L'arrivée de Ferdinand de Lesseps permet la négociation d'une trêve verbale de vingt jours du 17 mai au 4 juin. Giuseppe Mazzini et Ferdinand de Lesseps essaient ensuite de trouver un accord plus durable. Ils se mettent d'accord le 31 mai et rédigent le texte d'un traité :
| - Art. 1. l'appoggio della Francia è assicurato alle Popolazioni degli Stati Romani : queste considerano l'esercito Francese come un esercito amico che viene per concorrere alla difesa del loro territorio. - Art. 2. D'accordo col Governo romano, e senza immischiarsi per nulla nell'amministrazione del paese, l'esercito Francese prenderà gli accampamenti esterni, tanto per la difesa del paese che per la salubrità delle truppe. Le comunicazioni saranno libere. - Art. 3. La Repubblica Francese assicura da qualunque invasione straniera i territorii occupati dalle sue truppe. - Art. 4. S'intende che la presente convenzione dovrà essere sottomessa alla ratificazione della Repubblica Francese. - Art. 5. In nessun caso gli effetti della presente convenzione non potranno cessare che quindici giorni dopo la comunicazione ufficiale della non ratificazione. | - Art. 1. L'appui de la France est assuré aux populations des États romains. Elles considèrent l'armée française comme une armée amie qui vient contribuer à la défense de leurs territoires - Art. 2. En accord avec le gouvernement romain et sans s'ingérer dans l'administration du pays, l'armée française prendra son campement à l'extérieur de manière à convenir à la défense du pays et à la salubrité des troupes. Les communications seront libres. - Art. 3. La République française garantit, contre toute invasion étrangère, le territoire occupé par ses troupes. - Art. 4. Il est nécessaire que la présente convention soit soumise à la ratification du gouvernement de la République française. - Art. 5. Les effets de la présente convention ne pourront cesser que 15 jours après la communication officielle de la non ratification, quelles que soient les circonstances. |

Pendant ce temps, les préparatifs militaires s'activent côté français, avec le débarquement de nouvelles troupes et l'aménagement d'infrastructures par le génie. Aussi avec l'occupation de positions stratégiques telles que Monte Mario, la rive gauche du Tibre à la Basilique de San Paolo Fuori le Mura. Pour ces occupations, Lesseps rassure les Romains inquiets en disant que les Français « ne font que s'exercer et supplient les Romains d'éviter tout conflit qui pourrait compromettre le succès des négociations ».

### La dénonciation du traité
Après les élections de mai (premier tour 13-14 mai, second tour 27-28 mai), Louis-Napoléon reconduit Odilon Barrot à la direction de son deuxième gouvernement comprenant notamment Alexis de Tocqueville, nommé aux Affaires étrangères. La nouvelle assemblée refusera de ratifier la trêve et l'accord négocié par de Lesseps, mais cela arrivera en juin. Pendant ce temps, Louis-Napoléon est bien décidé à obtenir le résultat maximum et à consolider son autorité en lavant l'outrage de la défaite du 30 avril. Le 29 mai, il envoie deux lettres : une à Oudinot, lui ordonnant d'assiéger la ville et une à Lesseps, dans laquelle il lui enjoint de considérer sa mission terminée et de rentrer en France. Mais ces lettres ne parvinrent à Rome que le 31 mai, alors que Lesseps signait entre-temps l'accord avec les triumvirs. "Lesseps, dans ce qui semblait être un état de grande indignation, partit pour Paris pour faire ratifier son traité. Naturellement, nous ne pouvions pas avoir de ses nouvelles pendant huit ou dix jours." Lesseps démissionne du service diplomatique. Il est alors accusé de collusion avec l'ennemi et sera défendu devant la Chambre par Ledru-Rollin après avoir été déféré par l'Assemblée conservatrice devant la juridiction du Conseil d'État qui l'accuse d'avoir reconnu au gouvernement romain « une autorité morale et point seulement de fait ». Il rédige un mémoire qui est rendu public en juillet 1849.
Ainsi, à peine informé des accords du 31 mai, Oudinot renie les termes des négociations de Lesseps et en informe ses officiers. Il rassemble 30 000 hommes et de puissants moyens d'assaut. Il dénonce la trêve auprès de Roselli le 1er juin avec effet à partir du 4 juin ce qui annonce la reprise des combats.

### La déclaration de la reprise des hostilités
- 1re brigade (commandant Garibaldi)

Légion italienne (1 300 hommes)

Régiment des vétérans (600)

Bataillon financiers (250)

Bataillon étudiants universitaires (300)

Bataillon des émigrés (300)
- 2e brigade (commandant Masi)

1re, 2e, 3e, 5e, 6e et 8e régiment d'infanterie de ligne pontificale (1 700 hommes)

Bataillon gardes nationaux (environ 1 000 hommes)
- 3e brigade de cavalerie (commandant Savini)

Régiment dragons pontificaux (304)

Escadron carabiniers à cheval (61)
- 4e brigade (commandant Galletti[N 5])

Bataillon bersagliers lombards (300 hommes, commandant Manara)

Bataillon carabiniers (450)

Bataillon artilleurs pontificaux (505)

Bataillon sapeurs pontificaux (450)

Aux soldats vaincus du 30 avril s'ajoutent 24 000 hommes et 75 canons soit un total de 30 000 hommes ce qui correspond à l'effectif engagé par Charles-Albert pendant la première phase de la première guerre d'indépendance italienne. Les troupes sont organisées en trois divisions commandées par les généraux Guesviller, d'Angely et Rostolan,,.
Pour le gouvernement romain, la question est de savoir comment défendre Rome. Garibaldi et Pisacane proposent de combattre hors de Rome tandis que Mazzini, conscient que la partie est perdue, choisit de maintenir les troupes dans Rome afin de consacrer l’héroïsme et le sacrifice de la Ville éternelle.
Oudinot fait déplacer ses troupes qui s'emparent dans la nuit du 2 au 3 juin de la villa Pamphili avec un jour d'avance contrairement à l'engagement pris.

### Le siège de Rome
Pour les articles homonymes, voir siège de Rome.

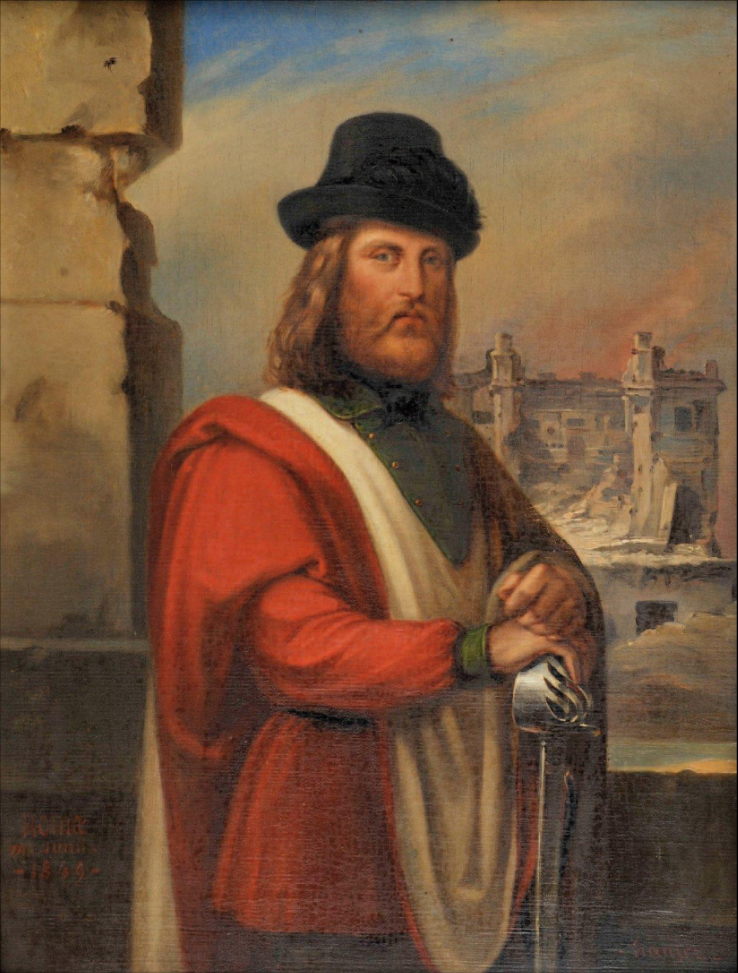
Portait de Garibaldi en 1849 par Rudolf Eduard Hauser.

Pendant la nuit, les Français rejoignent les murs latéraux de la Villa Pamphili et le font exploser. Les 400 défenseurs sont capturés dans leur sommeil ou s'enfuient vers la villa Corsini et le couvent de San Pancrazio qui sont des points-clés de Rome. Avec l'aide de l'artillerie, les deux objectifs sont conquis par l'infanterie française. La journée se poursuit en une série de contre-attaques. Garibaldi attaque par la porte San Pancrazio dont les rues attenantes, trop exiguës, ne permettent pas une attaque de masse. Certaines phases des combats se font au corps à corps, à la baïonnette. D'autres combats débutent vers la villa del Vascello (it) et durent toute la journée contre des troupes françaises bien commandées, en supériorité numérique et de moyens. Sur le Janicule, les troupes romaines s'engagent par vagues, d'abord celles de Garibaldi, trois heures plus tard celles de Manara, trois heures plus tard celles de Medici. On reproche à Garibaldi cette succession d'attaques qui est indépendante de sa volonté, les troupes devant à chaque fois se reformer. À la nuit tombée, la villa Corsini et la villa Valentini sont aux mains des assaillants. On dénombre, côté romain, 1 000 morts sur les 6 000 engagés face aux 16 000 Français.
C'est le 4 juin que le siège débute réellement. L'état-major français décide ne pas combattre dans les rues de la ville, les troupes régulières ayant été mises à mal sur les barricades à Paris, Milan, Vienne lors des révolutions de 1848. L'objectif des Français reste le Janicule, la porte San Pancrazio et la porte Portese défendus par Garibaldi. À l'extérieur, 300 défenseurs commandés par Giacomo Medici tiennent la villa Vascello. Une sortie est réalisée le 10 juin et s'avère un échec. Le bombardement de la ville débute le 13 juin, mais pas sans que le général Oudinot ait d'abord envoyé la proclamation suivante aux Romains, qui mérite d'être transmise dans l'histoire pour sa risible hypocrisie, en fait Margaret Fuller, journaliste américaine présente lors des événements, écrit dans son rapport du 21 juin 1849 : « Regardez le misérable mensonge écrit par Oudinot dans cette lettre : «Les événements de la guerre nous ont conduits.» Quelle guerre ? s'est présenté sous l'apparence de l'ami, du protecteur : il ne devient furieux que parce que, après ses déceptions à Civitavecchia, les Romains ne lui font pas confiance pour entrer dans leurs murs. Pour cette raison, il sacrifie chaque jour des centaines de vies. «Le peuple romain ne peut-il pas être hostile aux Français» ? vrai, les Romains ne voulaient pas l'être. Ils avaient rêvé d'imiter l'exemple de la France : ils espéraient beaucoup en elle comme leur fidèle alliée. Il a fallu tout ce qu'Oudinot a fait pour transformer leur confiance en mépris et en haine »
"PROCLAMATION.
Habitants de Rome
Nous ne venons pas vous apporter la guerre. Nous sommes venus pour soutenir l'ordre parmi vous, avec liberté. Les intentions de notre gouvernement ont été mal comprises.
Les travaux de siège nous ont conduits sous vos murs.
Jusqu'à présent, nous n'avons pas voulu répondre si loin au feu de vos batteries. Nous approchons du dernier moment où les nécessités de la guerre se transforment en terribles calamités. Enregistrez-les dans une ville remplie de tant de souvenirs glorieux.
Si vous persistez à nous rejeter, vous serez seul responsable de catastrophes irréparables."
« Voici les réponses des différents organismes auxquels la lettre a été adressée :
"Voici les réponses des différents organismes auxquels la lettre a été adressée:
La réponse de l'Assemblée constituante romaine
Général:
L'Assemblée constituante romaine vous informe, en réponse à votre dépêche d'hier, qu'ayant conclu une convention à partir du 31 mai 1849, avec M. de Lesseps, ministre plénipotentiaire de la République française, convention qu'il a également confirmée après votre déclaration, elle doit être considérée comme obligatoire pour les deux parties et placée sous la protection du droit des gens jusqu'à ce qu'elle soit ratifiée ou rejetée par le gouvernement français. C'est donc que l'Assemblée doit considérer comme une violation de cette convention toute reprise des hostilités depuis ledit jour par l'armée française […] avant que la résolution de votre gouvernement à ce sujet ne lui soit communiquée, et avant qu'il ne soit le terme convenu dans l'armistice a expiré.
Vous demandez, général, une réponse analogue aux intentions et à l'honneur de la France. Mais rien n'est plus conforme aux intentions et à l'honneur de la France que la cessation d'une violation flagrante du droit des gens.
Quels que soient les effets d'une telle violation, le peuple romain ne peut être tenu pour responsable. Il est fort en lui-même; est déterminé à maintenir les conventions qui l'attachent à votre nation ; il n'est contraint que par le besoin de sa propre défense de rejeter toute agression injuste.
Rome, depuis la salle de l'Assemblée constituante, le 13 juin 1849 à deux heures du matin.
Le Président, GALLETTI
Le commandant général de la garde nationale romaine
Le commandant général de la garde nationale romaine
Monsieur le Général
Le traité, dont la ratification est attendue, assure cette ville paisible de tout désastre.
[…] Toute atteinte à la capitale du monde catholique, à la ville monumentale ne pourra jamais être attribuée aux citoyens pacifiques contraints de se défendre, mais uniquement à ceux qui ont provoqué l'agression.
Rome, le 13 juin 1849 à 3 heures du matin.
STURBINETTI, Général de l'Equipe Nationale, Représentant du Peuple.

Le général en chef de l'armée de la République romaine
Citoyen Général!
Une fatalité incite désormais les armées de deux nations républicaines à se combattre, que de meilleurs destins les auraient plutôt unies pour combattre leurs ennemis communs […].
Nous ne sommes pas trompés; et c'est pourquoi nous nous opposerons par tous les moyens possibles à quiconque renversera nos institutions. […].
Rome, le 13 juin 1849

ROSELLI"
Les répercussions, en France, de cette expédition militaire atteignent leur paroxysme ce même jour quand, à l'issue du vote de l'assemblée approuvant le renforcement de crédits financiers à l'expédition militaire contre la République romaine, un groupe de députés démocrates-socialistes, sous l’égide d'Alexandre Ledru-Rollin, réclame la mise en accusation du président de la République et du ministère d'Odilon Barrot, à qui ils reprochent de violer l'article 5 du préambule de la constitution selon lequel la République « respecte les nationalités étrangères, comme elle entend faire respecter la sienne ; n'entreprend aucune guerre dans des vues de conquête, et n'emploie jamais ses forces contre la liberté d'aucun peuple ». La manifestation républicaine organisée sur les grands boulevards de Paris ayant été dispersée par les troupes du général Changarnier, plusieurs députés républicains se retranchent alors au Conservatoire national des arts et métiers où ils décident de siéger en convention et de constituer un gouvernement provisoire. Au bout de trois quarts d'heure, ils sont néanmoins obligés de prendre la fuite. L'échec de cette journée de manifestation entraîne de nouvelles mesures de répression, qui achèvent de désorganiser l’extrême gauche. Six journaux sont supprimés et, le 19 juin, l'assemblée adopte une loi sur les clubs permettant au gouvernement de suspendre la liberté d’association pour un an. Le 27 juillet, une loi complémentaire sur la presse est votée. Les responsables républicains impliqués dans la journée du 13 juin sont déférés devant la Haute Cour de justice de Versailles. Sur 67 accusés dont 16 députés, poursuivis pour « avoir participé à un complot ayant pour but : de détruire ou de changer la forme du gouvernement et d'inciter à la guerre civile, en armant ou portant les citoyens à s'armer les uns contre les autres », 31 seulement sont présents. Les 16 députés sont déchus de leurs mandats électoraux tandis que Ledru-Rollin et 35 autres accusés absents sont condamnés par contumace à la déportation,.
Le nouveau ministre des Affaires étrangères, Tocqueville, nommé le 2 juin, reste sourd au drame romain qui devient le sujet le plus compliqué qu'il a à traiter durant son mandat. Il nomme son ami Francisque de Corcelle ambassadeur auprès de Rome, mais il s'oppose rapidement à lui en raison de l'imbroglio politique et diplomatique que constitue l'affaire.
La ville de Rome est bombardée jusqu'au 20 juin. Au cours de la nuit du 21 au 22 juin, les Français conquièrent la première ligne de défense. Le gouvernement de la République romaine refuse encore une fois de se rendre, Oudinot reprend les bombardements avec plus de véhémence, cette fois directement sur Rome afin de contraindre le triumvirat à la reddition. Après six jours de bombardements, le 26 juin, un nouvel assaut est ordonné sur le point stratégique du Janicule, la villa Vascello, mais il est repoussé par Medici et ses volontaires. Le 30 juin, Oudinot ordonne un assaut général et prend possession du mur d'Aurélien qui constitue la seconde ligne de défense. Sur le Janicule, la dernière bataille de la République romaine a lieu, Garibaldi défend Vascello et les hommes se battent à l'arme blanche. Les Romains déplorent la perte de 400 hommes.

### La fin de la République
Devant l'Assemblée constituante réunie, Mazzini déclare que les options sont la capitulation totale, la bataille au sein de la ville avec les conséquences désastreuses que cela peut engendrer ou le départ de l'armée. Garibaldi, absent car au front, fait savoir qu'il choisit la troisième solution puis, au cours d'un discours à l'Assemblée constituante, se prononce pour le départ de Rome et dit « Là où nous serons, Rome sera. » (Dovunque saremo, colà sarà Roma.).
Peu après minuit le 1er juillet, l’Assemblée constituante approuve la motion de reddition qui contient uniquement « l’Assemblée constituante romaine cesse une défense jugée impossible, et reste à son poste. Le triumvirat est chargé de l'exécution du présent décret »,. Une délégation municipale engage des pourparlers en faisant part des conditions qui sont refusées par Oudinot. Mazzini et le triumvirat n'acceptent pas la reddition et donnent leur démission. Ils sont remplacés par Aurelio Saliceti (it), Alessandro Calandrelli (it) et Livio Mariani (it).
Ce même jour, Garibaldi tient, place Saint-Pierre, un discours : « Moi, je sors de Rome : qui veut continuer la guerre contre les étrangers vienne avec moi… je ne promets pas de solde, ni de cantonnement. De l'eau et du pain quand il y en aura. Qui aime la patrie me suive ». Il donne rendez-vous pour le soir même et sort par la porte San Giovanni avec 4 700 soldats salués par la foule. Au même moment, la reddition sans condition est acceptée par l'Assemblée romaine.
Le 3 juillet vers midi, les Français occupent Trastevere, le château Saint-Ange, le Pincio et la porta del Popolo tandis que l'Assemblée constituante approuve la nouvelle constitution. Oudinot pénètre seulement le soir avec 12 000 soldats et publie un communiqué. Il proclame la loi martiale, nommant Rostolan gouverneur de Rome,.
L'après-midi du 4 juillet, Giuseppe Galletti lit la constitution au peuple depuis le balcon du palais du Campidoglio. Dans la soirée, un bataillon de chasseurs français invite l'Assemblée, dont la vice-présidence est assurée par Charles-Lucien Bonaparte, un des neveux de Napoléon Ier, à évacuer. Celle-ci formule une protestation officielle en français :

« Au nom de Dieu, au nom du peuple des États Romains, qui a élu librement ses Représentants, au nom de l'article V de la Constitution de la République française, l'Assemblée Constituante Romaine proteste devant l'Italie, devant la France, devant le monde civilisé, contre l'invasion violente de sa résidence opérée par les troupes françaises le 4 juillet 1849, à 7 heures après midi. »

C'est la fin de la République pour laquelle Mazzini a ces mots quelques années plus tard : « Les monarchies peuvent capituler, les républiques meurent ».

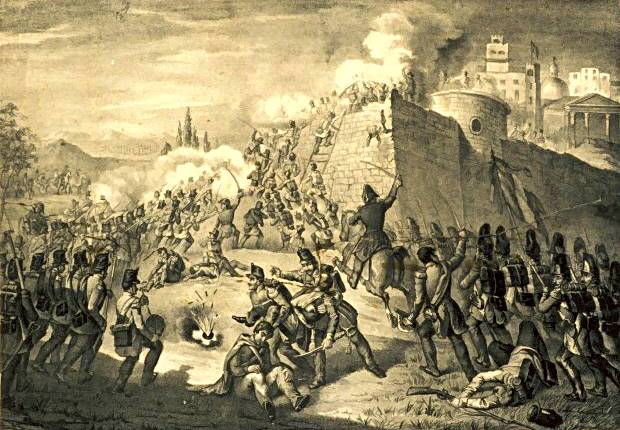
L'assaut français.
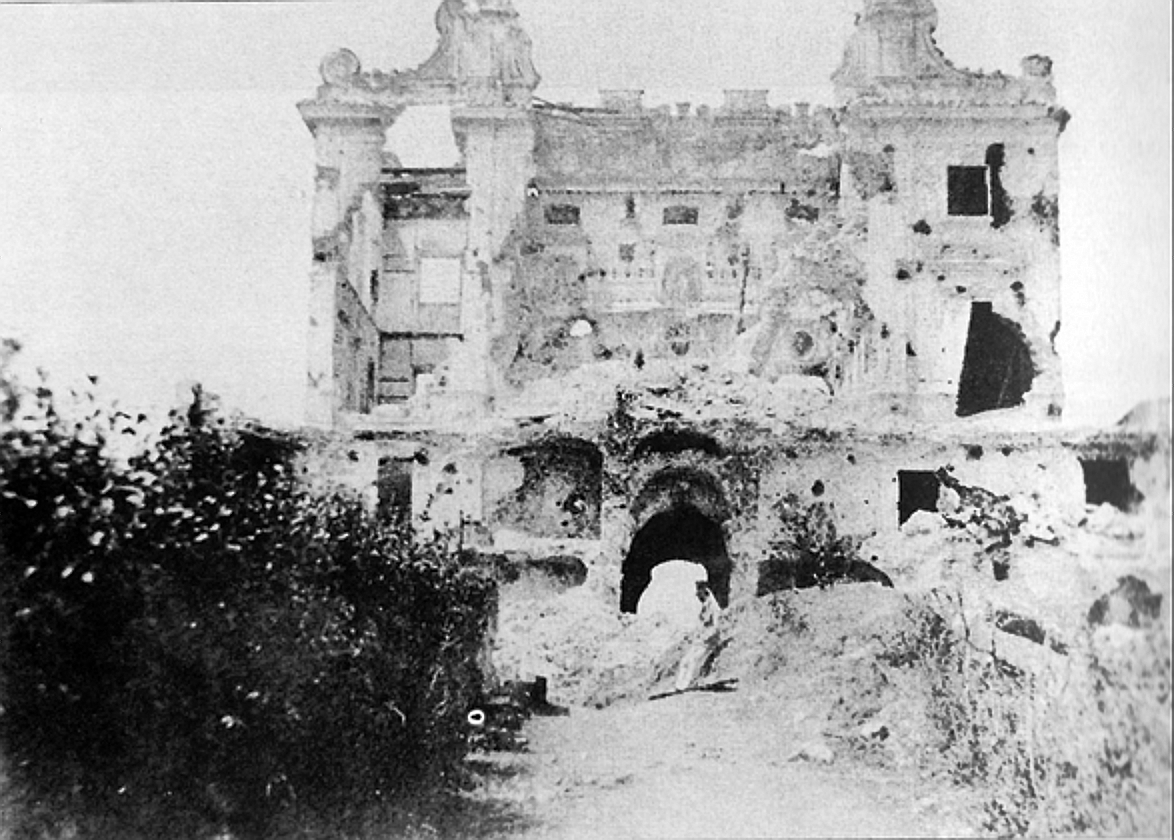
Un exemple de l'ampleur des bombardements, le Casino dei quattro venti.
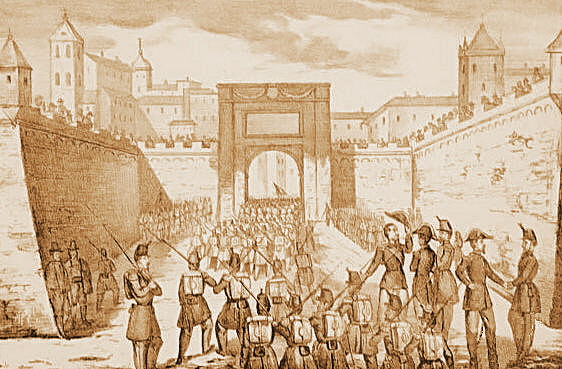
L'entrée des Français dans Rome.
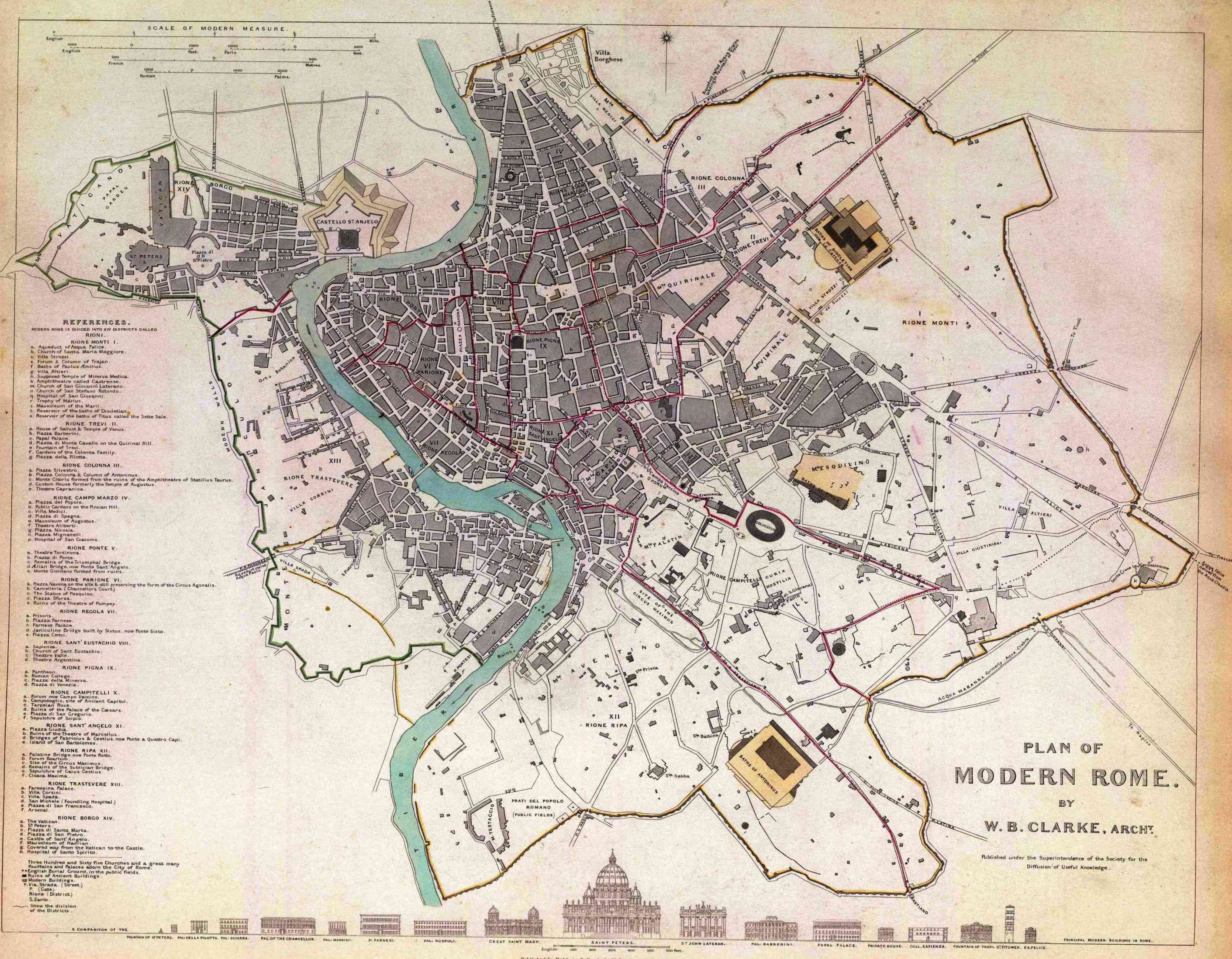
Plan de Rome en 1830.

### La restauration du pouvoir ecclésiastique
La restauration s'accompagne d'une situation chaotique, des religieux et des Français sont assassinés,. Au cours d'un déplacement à Gaète, Oudinot fait part de son impatience auprès du cardinal Antonelli quant au retour du pape. Le 31 juillet, trois cardinaux réactionnaires nommés par Pie IX, remplacent le triumvirat. Ces cardinaux, Della Genga, Vannicelli et Altieri, sont surnommés le « triumvirat rouge ». Ils reçoivent d'Oudinot le gouvernement civil et, dès le 2 août, ils abrogent toutes les lois votées depuis le 16 novembre 1848.
Une répression, que Massimo d'Azeglio nomme vendetta pretina (la « vengeance des prêtres »), s'abat sur les républicains romains ainsi qu'une épuration au sein de l'armée et de l'administration. Selon les registres de la Sacra Consulta, 2 000 personnes sont poursuivies dont 300 appartenant à la classe moyenne ou supérieure. Tocqueville informe Corcelles qu'il refuse que l'armée tienne le rôle de police politique pour le pouvoir ecclésiastique, ce qu'Oudinot confirme. Barrot fait part de sa désapprobation et s'en prend particulièrement à Corcelles.
À la demande de Tocqueville, d'Azeglio, président du Conseil du royaume de Sardaigne, analyse la situation après le retour des autorités ecclésiastiques : « La caste des Monsignori actuels est composée d’obscurs aventuriers (bien entendu il y a quelques rares exceptions), qui ne tenant à rien, n’ont rien à ménager ; qui, considérant l’État comme une mine à exploiter, savent qu’il faut se presser. Car l’éventualité de la mort du Pape, dérangeant toutes les positions et tous les plans, rend plus âpre une avidité qui se sent doublement viagère. Les Monsignori, en général, ont peu de religion ».
Contrairement aux Français, les Autrichiens mettent en place une répression féroce allant jusqu'à des exécutions sommaires.
Mi-août, Oudinot est remplacé par le lieutenant-colonel Edgar Ney, un proche de Louis-Napoléon qui lui adresse une lettre rappelant la mission de l'expédition et notamment la manière dont il entend que l'État soit rétabli :

« La République française n'a pas envoyé une armée à Rome pour y étouffer la liberté italienne, mais, au contraire, pour la régler, en la préservant contre ses propres excès, et pour lui donner une base solide, en remettant sur le trône pontifical le Prince qui, le premier, s'était placé hardiment à la tête de toutes les réformes utiles.
J'apprends avec peine que les intentions bienveillantes du Saint-Père, comme notre propre action, restent stériles, en présence de passions et d'influences hostiles. On voudrait donner comme base à la rentrée du Pape la proscription et la tyrannie. Dites, de ma part, au général Rostolan qu'il ne doit pas permettre qu'à l'ombre du drapeau tricolore on commette aucun acte qui puisse dénaturer le caractère de notre intervention.
Je résume ainsi le rétablissement du pouvoir temporel du Pape : Amnistie générale, sécularisation de l'administration, Code Napoléon et gouvernement libéral.
J'ai été personnellement blessé, en lisant la proclamation des trois cardinaux, de voir qu'il n'était même pas fait mention du nom de la France, ni des souffrances de nos braves soldats.
Toute insulte faite à notre drapeau me va droit au cœur, et je vous prie de bien faire savoir que si la France ne vend pas ses services, elle exige au moins qu'on lui sache gré de ses sacrifices et de son abnégation.
Lorsque nos armées firent le tour de l'Europe, elles laissèrent partout, comme trace de leur passage, la destruction des abus de la féodalité et les germes de la liberté : il ne sera pas dit qu'en 1849 une armée française ait pu agir dans un autre sens et amener d'autres résultats. »

— Lettre du 18 août 1849 au lieutenant-colonel Edgard Ney
La lettre est rendue publique et Pie IX ne répond par un motu proprio que le 12 septembre. Il y annonce une amnistie, la constitution d'un Conseil d'État et une Consulte d'État pour les finances, tous deux seulement consultatifs et comme assemblées élues, des conseils communaux, ce que Barrot présente avec succès à l'Assemblée comme conforme aux aspirations de Louis-Napoléon.
Peu de députés réagissent, par contre Victor Hugo prononce un discours à l'Assemblée, : « Motu proprio ; si vous acceptez le Motu proprio, vous désavouez la lettre. Vous avez devant vous, d’un côté, le président de la République réclamant la liberté du peuple romain au nom de la grande nation qui, depuis trois siècles, répand à flots la lumière et la pensée sur le monde civilisé ; vous avez, de l’autre, le cardinal Antonelli refusant au nom du gouvernement clérical. Choisissez !… Ce qui n’est pas possible, c’est que cette France ait engagé une des choses les plus grandes et les plus sacrées qu’il y ait dans le monde, son drapeau ; c’est qu’elle ait engagé ce qui n’est pas moins grand ni moins sacré, sa responsabilité morale devant les nations ; c’est qu’elle ait prodigué son argent, l’argent du peuple qui souffre ; c’est qu’elle ait versé, je le répète, le glorieux sang de ses soldats ; c’est qu’elle ait fait tout cela pour rien !… Je me trompe, pour de la honte ! »
Le 31 octobre, Barrot est remplacé. Le pape, quant à lui, ne rentre à Rome que le 12 avril 1850.

## Les répercussions
Les presses italienne et internationale suivent les événements et particulièrement les actions de Garibaldi. L'Illustration décrit ainsi par une lithographie chaque étape de l'opération : en mars, la proclamation de la République, en avril-mai, le départ du corps expéditionnaire français et son débarquement, et un portrait de Garibaldi avec le titre « Garibaldi, général romain ». Quant au quotidien britannique The Times, il dépêche un envoyé spécial qui ne cache pas son admiration pour Garibaldi.
Cette couverture médiatique donne une grande notoriété à Garibaldi et à Mazzini, notamment auprès des mouvements démocrates et libéraux en Europe et aux États-Unis. Certains dirigeants romains dont Mazzini bénéficient de moyens diplomatiques américains pour quitter Rome. Après cet engagement, George Sand et Louis Blanc lui rendent hommage. Blanc écrit « À vous Italiens, que la démocratie française compte au nombre de ses héros ». Pour Mazzini, l'exil devient définitif. Par aversion pour la France, il choisit le Royaume-Uni et ne rentre en Italie qu'au seuil de sa mort.
Pour l'Italie, cet épisode républicain donne naissance à la « question romaine », la controverse politique relative au rôle de Rome, siège du pouvoir temporel du pape mais aussi capitale du royaume d'Italie, ainsi qu'aux difficiles rapports entre l'État italien et l'Église réglés par les accords de Latran, seulement, en 1929.
Pour la France, le pape est rétabli dans ses prérogatives au mépris de la volonté des Romains et des Italiens contre lesquels des troupes françaises doivent le défendre jusqu'en 1870. Par la suite, Napoléon III soutient le royaume de Sardaigne dont l'objectif est la conquête des territoires sous domination autrichienne. La France s'engage auprès des Sardes dans une guerre en 1859 mais refuse d'évacuer Rome qui reste un point de tension. Ainsi Garibaldi, par deux fois et de sa propre initiative, tente de prendre Rome. Il est arrêté une première fois en 1862 par l'armée italienne à Aspromonte, car elle ne souhaite pas voir le Niçois déstabiliser le royaume d'Italie nouvellement formé par une nouvelle campagne militaire de la France qui l'a soutenu pour obtenir son unification, et la seconde fois par les troupes franco-pontificales à Mentana, en 1867. C'est seulement en 1870 que les troupes françaises quittent Rome, en raison de la guerre franco-prussienne, et que la ville devient la capitale de l'Italie.

## Constitution
L'une des innovations majeures que la République espérait réaliser était inscrite dans sa constitution : la liberté de religion, avec le pape Pie IX et ses successeurs qui se voyaient garanti le droit de gouverner l'Église catholique. Ces libertés religieuses étaient très différentes de la situation sous le gouvernement précédent, qui n'autorisait que la pratique du catholicisme et du judaïsme par ses citoyens.
La Constitution de la République romaine fut la première au monde à abolir la peine capitale dans sa loi constitutionnelle.

## Dans les arts et la culture

### Filmographie

#### Cinéma
- 1952 : Les Chemises rouges de Goffredo Alessandrini et Francesco Rosi.
- 1973 : Rugantino de Pasquale Festa Campanile.

#### Télévision
- 1990 : In nome del popolo sovrano de Luigi Magni.

### Littérature
- 1854 : Le Siège de Rome de Jules Verne
- 2011 : La republica di un solo giorno d'Ugo Riccarelli.